# 숨터
《숨터》는 매주 수요일 ~ 토요일 오전 11시 55분에 방송된 다큐멘터리 프로그램이다.

## 기획 의도
자연, 야생, 생명 등의 가치를 가진 비경을 소개한 다큐멘터리 프로그램이다.

## 방송 시간
| 방송 채널 | 방송 기간                                                                                              | 방송 시간                                | 비고      |
| --------- | --- | ---------------------------------------- | --------- |
| KBS 1TV   | 2014년 9월 2일 ~ 2014년 10월 31일                                                                      | 화요일 ~ 금요일 밤 10시 50분 ~ 11시      | 1기       |
| KBS 1TV   | 2015년 1월 6일 ~ 2015년 5월 8일                                                                        | 화요일 ~ 금요일 밤 10시 55분 ~ 11시      | 2기       |
| KBS 1TV   | 2015년 8월 18일 ~ 2015년 10월 30일                                                                     | 화요일 ~ 금요일 밤 10시 55분 ~ 11시      | 3기       |
| KBS 1TV   | 2015년 11월 3일 ~ 2015년 11월 18일                                                                     | 화요일 ~ 금요일 밤 10시 55분 ~ 11시      | 4기       |
| KBS 1TV   | 2015년 12월 8일 ~ 2016년 6월 10일                                                                      | 화요일 ~ 금요일 밤 10시 55분 ~ 11시      | 5기       |
| KBS 1TV   | 2016년 7월 12일 ~ 2016년 8월 26일                                                                      | 화요일 ~ 금요일 밤 10시 55분 ~ 11시      | 5기       |
| KBS 1TV   | 2016년 8월 30일 ~ 2016년 9월 9일                                                                       | 화요일 ~ 금요일 밤 10시 55분 ~ 11시      | 6기       |
| KBS 1TV   | 2016년 9월 13일 ~ 2016년 12월 16일                                                                     | 화요일 ~ 금요일 밤 10시 55분 ~ 11시      | 7기       |
| KBS 1TV   | 2016년 12월 20일 ~ 2016년 12월 30일                                                                    | 화요일 ~ 금요일 밤 10시 55분 ~ 11시      | 8기       |
| KBS 1TV   | 2017년 1월 10일 ~ 2017년 1월 13일                                                                      | 화요일 ~ 금요일 밤 10시 55분 ~ 11시      | 9기       |
| KBS 1TV   | 2017년 2월 7일 ~ 2017년 2월 10일                                                                       | 화요일 ~ 금요일 밤 10시 55분 ~ 11시      | 9기       |
| KBS 1TV   | 2017년 1월 17일 ~ 2017년 1월 27일                                                                      | 화요일 ~ 금요일 밤 10시 55분 ~ 11시      | 10기      |
| KBS 1TV   | 2017년 3월 7일 ~ 2017년 3월 31일                                                                       | 화요일 ~ 금요일 밤 10시 55분 ~ 11시      | 10기      |
| KBS 1TV   | 2017년 4월 25일 ~ 2017년 9월 8일                                                                       | 화요일 ~ 금요일 밤 10시 55분 ~ 11시      | 11기      |
| KBS 1TV   | 2018년 1월 31일 ~ 2018년 3월 23일                                                                      | 화요일 ~ 금요일 밤 10시 55분 ~ 11시      | 12기      |
| KBS 1TV   | 2018년 3월 27일 ~ 2018년 5월 25일                                                                      | 화요일 ~ 금요일 밤 10시 55분 ~ 11시      | 13기      |
| KBS 1TV   | 2018년 6월 19일 ~ 2018년 9월 7일                                                                       | 화요일 ~ 금요일 밤 10시 55분 ~ 11시      | 14기 15기 |
| KBS 1TV   | 2018년 9월 11일 ~ 2019년 4월 13일 2019년 9월 3일 ~ 2019년 9월 21일                                     | 화요일 ~ 목요일 밤 10시 55분 ~ 11시      | 14기 15기 |
| KBS 1TV   | 2018년 9월 11일 ~ 2019년 4월 13일 2019년 9월 3일 ~ 2019년 9월 21일                                     | 토요일 저녁 6시 55분 ~ 7시               | 14기 15기 |
| KBS 1TV   | 2019년 4월 16일 ~ 2019년 8월 31일 2019년 9월 24일 ~ 2019년 11월 9일 2019년 11월 16일 ~ 2020년 6월 27일 | 화요일 ~ 목요일 밤 11시 35분 ~ 11시 40분 | 14기 15기 |
| KBS 1TV   | 2019년 4월 16일 ~ 2019년 8월 31일 2019년 9월 24일 ~ 2019년 11월 9일 2019년 11월 16일 ~ 2020년 6월 27일 | 토요일 저녁 6시 55분 ~ 7시               | 14기 15기 |
| KBS 1TV   | 2020년 7월 1일 ~ 2022년 4월 16일                                                                       | 수요일 ~ 토요일 오전 11시 55분 ~ 12시    | 14기 15기 |
| KBS 1TV   | 2015년 5월 16일 ~ 2015년 8월 9일                                                                       | 주말 오전 11시 55분 ~ 12시               | 3기       |
| KBS 1TV   | 2016년 6월 18일 ~ 2016년 7월 10일                                                                      | 주말 오전 11시 55분 ~ 12시               | 5기       |
| KBS 2TV   | 2017년 1월 1일 ~ 2017년 1월 8일                                                                        | 일요일 아침 7시 5분 ~ 7시 25분           | 9기       |

## 특집
- 4기 방송분은 《UHD 숨터》라는 제목으로 방송하였으며, 13기에서부터 UHD 해상도로 정규 제작하기 시작하였다.
- 6기 방송분은 《숨터 VR》이라는 제목으로 방송하였다.
- 8기 방송분은 《숨터 VR》 - 〈서울 미래유산 100년 후 보물찾기〉라는 제목으로 방송하였다.
- 9기 방송분은 《숨터 VR》 - 〈지붕 없는 박물관〉이라는 제목으로 방송하였다.

## 방영 목록

### 1기

#### 2014년
| 회차 | 방송일    | 부제                             |
| ---- | --------- | -------------------------------- |
| 1회  | 9월 2일   | 도토리 한 톨의 무게              |
| 2회  | 9월 3일   | 대숲은 살아있다                  |
| 3회  | 9월 4일   | 200살 왕버드나무                 |
| 4회  | 9월 5일   | 생명을 적시는 옹달샘             |
| 5회  | 9월 9일   | 생명은 달을 닮는다               |
| 6회  | 9월 10일  | 두루미는 고향을 잊지 않는다      |
| 7회  | 9월 11일  | 생명의 보고 우포늪               |
| 8회  | 9월 12일  | 산호의 절경 문섬                 |
| 9회  | 9월 16일  | 물 위의 마을                     |
| 10회 | 9월 17일  | 도시에도 맹꽁이가 살아요         |
| 11회 | 9월 18일  | 비는 어미를 더욱 강하게 만든다   |
| 12회 | 9월 19일  | 야생화 잔치                      |
| 13회 | 9월 23일  | 가창오리는 무리를 지어 춤을 춘다 |
| 14회 | 9월 24일  | 형설지공 반딧불이                |
| 15회 | 9월 25일  | 누나의 추억 뿔논병아리           |
| 16회 | 9월 26일  | 설악산의 감춰진 생명             |
| 17회 | 9월 30일  | 500년 숨결 광릉숲                |
| 18회 | 10월 1일  | 창덕궁 후원의 미                 |
| 19회 | 10월 3일  | 동갈돔의 입은 인큐베이터다       |
| 20회 | 10월 7일  | 갯벌은 생명의 어머니다           |
| 21회 | 10월 8일  | 문어의 모정                      |
| 22회 | 10월 9일  | 게와 숨바꼭질                    |
| 23회 | 10월 10일 | 서울의 휴식처 북한산             |
| 24회 | 10월 14일 | 내 집 앞마당                     |
| 25회 | 10월 15일 | 도요들은 중간 휴식처가 필요해요  |
| 26회 | 10월 16일 | 독도의 바다 풍경                 |
| 27회 | 10월 27일 | 숲의 지배자들                    |
| 28회 | 10월 21일 | 가을 풀꽃                        |
| 29회 | 10월 22일 | 하늘다람쥐 숲                    |
| 30회 | 10월 23일 | 작은 우주 조수웅덩이             |
| 31회 | 10월 24일 | 이름 없는 물고기를 위하여        |
| 32회 | 10월 28일 | 연의 마법                        |
| 33회 | 10월 29일 | 도시공원은 생명의 허파다         |
| 34회 | 10월 30일 | 가을 기찻길                      |
| 35회 | 10월 31일 | 새들의 안식처 미사리             |

### 2기

#### 2015년
| 회차 | 방송일   | 부제                               |
| ---- | -------- | ---------------------------------- |
| 1회  | 1월 6일  | 인제 자작나무 숲길                 |
| 2회  | 1월 7일  | 우포늪                             |
| 3회  | 1월 8일  | 마이산 돌탑길                      |
| 4회  | 1월 9일  | 바다열차길                         |
| 5회  | 1월 13일 | 운여해변 솔숲길                    |
| 6회  | 1월 14일 | 담양 메타세쿼이아길                |
| 7회  | 1월 15일 | 합천호                             |
| 8회  | 1월 16일 | 담양 죽녹원                        |
| 9회  | 1월 20일 | 지리산 설경                        |
| 10회 | 1월 21일 | 청보리밭                           |
| 11회 | 1월 22일 | 울진 금강소나무숲길                |
| 12회 | 1월 23일 | 매물도 일출                        |
| 13회 | 1월 27일 | 영월 섶다리 길                     |
| 14회 | 1월 28일 | 신두리 해안사구                    |
| 15회 | 1월 29일 | 고창읍성 길                        |
| 16회 | 1월 30일 | 채석강 해안길                      |
| 17회 | 2월 3일  | 강릉 안반데기 길                   |
| 18회 | 2월 4일  | 의왕 청계사 길                     |
| 19회 | 2월 5일  | 백담계곡                           |
| 20회 | 2월 6일  | 영월 청령포 길                     |
| 21회 | 2월 10일 | 대관령 황태덕장                    |
| 22회 | 2월 17일 | 화천 딴산 빙벽                     |
| 23회 | 2월 18일 | 장독대                             |
| 24회 | 2월 24일 | 시화호 고니 탐조길                 |
| 25회 | 2월 25일 | 서산 간월암 길                     |
| 26회 | 2월 26일 | 대관령 노루                        |
| 27회 | 2월 27일 | 월정사 전나무 숲길                 |
| 28회 | 3월 5일  | 양양 하조대                        |
| 29회 | 3월 6일  | 파주 공릉천 길                     |
| 30회 | 3월 10일 | 통영 미륵산 편백나무 숲길          |
| 31회 | 3월 11일 | 수리부엉이의 사랑 노래             |
| 32회 | 3월 12일 | 양양 낙산사 길                     |
| 33회 | 3월 13일 | 여수 오동도 동백숲 길              |
| 34회 | 3월 17일 | 보길도 윤선도 원림                 |
| 35회 | 3월 18일 | 봄의 전령 - 안산 풍도 야생화       |
| 36회 | 3월 19일 | 여수 향일암 길                     |
| 37회 | 3월 20일 | 내성천 모랫길                      |
| 38회 | 3월 24일 | 양산 원동 매화마을                 |
| 39회 | 3월 25일 | 안산 풍도 해변 길                  |
| 40회 | 3월 26일 | 예천 초간정 길                     |
| 41회 | 3월 27일 | 광양 매화마을                      |
| 42회 | 3월 31일 | 구례 산수유마을                    |
| 43회 | 4월 1일  | 보길도 예송리해변 길               |
| 44회 | 4월 2일  | 거제 지심도 동백숲길               |
| 45회 | 4월 3일  | 순천 선암사 매화 길                |
| 46회 | 4월 7일  | 진해 벚꽃 길                       |
| 47회 | 4월 8일  | 거제 공곶이 수선화 길              |
| 48회 | 4월 9일  | 쌍계사 벚꽃 길                     |
| 49회 | 4월 10일 | 해남 보리밭 길                     |
| 50회 | 4월 14일 | 순창 강천산 폭포                   |
| 51회 | 4월 15일 | 한강 밤섬                          |
| 52회 | 4월 17일 | 해남 미황사 길                     |
| 53회 | 4월 21일 | 임실 옥정호 길                     |
| 54회 | 4월 22일 | 김천 자두꽃, 복사꽃 길             |
| 55회 | 4월 23일 | 청산도 유채꽃 길                   |
| 56회 | 4월 24일 | 지귀도 톳 작업                     |
| 57회 | 4월 28일 | 순천 낙안읍성 길                   |
| 58회 | 4월 29일 | 봉암사                             |
| 59회 | 4월 30일 | 봉암사 포행길                      |
| 60회 | 5월 1일  | 희양산 백운대 계곡                 |
| 61회 | 5월 5일  | 천주산 진달래                      |
| 62회 | 5월 6일  | 문경 자전거 철길 풍경              |
| 63회 | 5월 7일  | 청산도 보리밭 사잇길로             |
| 64회 | 5월 8일  | 느린 걸음 - 청산도 상서마을 돌담길 |

### 3기

#### 2015년
| 회차 | 방송일    | 부제                                   |
| ---- | --------- | -------------------------------------- |
| 1회  | 5월 16일  | 5월]]의 꽃밭 - 창녕 유채밭             |
| 2회  | 5월 17일  | 열목어의 길, 두타연 계곡               |
| 3회  | 5월 23일  | 시화호 - 띠꽃 피던 날                  |
| 4회  | 5월 24일  | 천년의 자비, 운주사 돌부처             |
| 5회  | 5월 30일  | 신두리 모래언덕에 해당화 피면          |
| 6회  | 5월 31일  | 바람의 능선 - 용눈이오름               |
| 7회  | 6월 6일   | 바닷가 비밀의 정원, 천리포수목원       |
| 8회  | 6월 14일  | 여름을 부르는 노래 - 개개비 소리꿈꾸는 |
| 9회  | 6월 20일  | 꿈꾸는 바닷가 벽화마을 - 동피랑        |
| 10회 | 6월 21일  | 백령도, 별빛 흐르던 날                 |
| 11회 | 6월 27일  | 호수 위의 왈츠 - 뿔논병아리            |
| 12회 | 6월 28일  | 바위에 머문 신라의 시간                |
| 13회 | 7월 4일   | 기찻길 옆 오막살이 풍경                |
| 14회 | 7월 5일   | 능소화 핀 흙담길                       |
| 15회 | 7월 11일  | 물의 궁전 대금굴 가는 길               |
| 16회 | 7월 18일  | 백제의 향기가 피어날 때                |
| 17회 | 7월 19일  | 어린 왕자가 사막여우를 만나는 언덕     |
| 18회 | 7월 25일  | 갯벌 위의 꽃밭                         |
| 19회 | 7월 26일  | 녹색 향기 짙어가는 길                  |
| 20회 | 8월 1일   | 물과 꽃의 정원                         |
| 21회 | 8월 2일   | 오래된 집 마당에서                     |
| 22회 | 8월 8일   | 맨발의 산행                            |
| 23회 | 8월 9일   | 독립기념관 가는 길                     |
| 24회 | 8월 18일  | 울릉도 사계 - 봄                       |
| 25회 | 8월 19일  | 울릉도 사계 - 여름                     |
| 26회 | 8월 20일  | 울릉도 사계 - 가을                     |
| 27회 | 8월 21일  | 울릉도 사계 - 겨울                     |
| 28회 | 8월 25일  | 원시의 계곡 초록 융단                  |
| 29회 | 8월 26일  | 살아 천년 죽어 천년                    |
| 30회 | 9월 1일   | 천문대 - 은하수 만나던 밤              |
| 31회 | 9월 2일   | 독도 - 별빛 흐르던 밤                  |
| 32회 | 9월 3일   | 600년 - 청빈의 약속                    |
| 33회 | 9월 9일   | 느티나무와 장독대                      |
| 34회 | 9월 15일  | 도토리로 나눈 인심                     |
| 35회 | 9월 17일  | 낮은 구름이 머문 까닭                  |
| 36회 | 9월 17일  | 초록 비가 내리는 마당                  |
| 37회 | 9월 18일  | 기왓장을 깨던 청춘은 갔지만            |
| 38회 | 9월 22일  | 윤선도를 기억하다                      |
| 39회 | 9월 24일  | 천년의 별빛이 거목에 닿으면            |
| 40회 | 9월 25일  | 쌍사자가 받든 신라의 시간              |
| 41회 | 9월 29일  | 600년 선비의 향기                      |
| 42회 | 9월 30일  | 들녘의 벗                              |
| 43회 | 10월 1일  | 산성을 지키는 장군처럼                 |
| 44회 | 10월 2일  | 산성과 소나무                          |
| 45회 | 10월 6일  | 늙은 밤나무의 가을                     |
| 46회 | 10월 7일  | 단종의 눈물 소나무의 섬김              |
| 47회 | 10월 8일  | 성당과 느티나무                        |
| 48회 | 10월 9일  | 사라진 절집을 지키다                   |
| 49회 | 10월 13일 | 왕후의 나무들                          |
| 50회 | 10월 14일 | 선돌과 느티나무                        |
| 51회 | 10월 15일 | 의병장과 왕버들                        |
| 52회 | 10월 16일 | 송강 정철의 소나무                     |
| 53회 | 10월 20일 | 금강산 사계 - 봄 금강                  |
| 54회 | 10월 21일 | 금강산 사계 - 여름 봉래                |
| 55회 | 10월 22일 | 금강산 사계 - 가을 풍악                |
| 56회 | 10월 23일 | 금강산 사계 - 겨울 개골                |
| 57회 | 10월 27일 | 천년바위와 느티나무                    |
| 58회 | 10월 29일 | 탱자나무의 400번째 가을                |
| 59회 | 10월 30일 | 몸을 낮춘 왕버들처럼                   |

### 4기

#### 2015년
| 회차 | 방송일    | 부제                             |
| ---- | --------- | -------------------------------- |
| 1회  | 11월 3일  | 오대산 소금강 - 금강산을 닮다    |
| 2회  | 11월 4일  | 불과 물의 합작품 한탄강 협곡     |
| 3회  | 11월 5일  | 돌의 예술 단양팔경               |
| 4회  | 11월 6일  | 주왕계곡 붉은 빛으로 물들다      |
| 5회  | 11월 10일 | 천년의 빛깔 - 영국사 은행나무    |
| 6회  | 11월 11일 | 선비의 숲 - 함양상림             |
| 7회  | 11월 12일 | 무주 구천동 - 가을의 발길 머물다 |
| 8회  | 11월 13일 | 제주 주상절리대 - 대양을 꿈꾸다  |
| 9회  | 11월 17일 | 5억 년의 신비 - 영월 고씨굴      |
| 10회 | 11월 18일 | 한라산의 만물상 - 영실기암       |

### 5기

#### 2015년
| 회차 | 방송일    | 부제                              |
| ---- | --------- | --------------------------------- |
| 1회  | 12월 8일  | 신목이라 불린 나무                |
| 2회  | 12월 9일  | 과거 합격의 기쁨 - 괘고정수       |
| 3회  | 12월 10일 | 그림자도 쉬어가는 정자            |
| 4회  | 12월 11일 | 죽는 날까지 푸르게 푸르게         |
| 5회  | 12월 15일 | 바위 위에 새긴 도솔천             |
| 6회  | 12월 16일 | 사방에 남긴 자비                  |
| 7회  | 12월 17일 | 형틀이 된 운명                    |
| 8회  | 12월 18일 | 기와 지붕 위 십자가               |
| 9회  | 12월 22일 | 믿음의 품앗이로 짓다              |
| 10회 | 12월 23일 | 성모의 품                         |
| 11회 | 12월 24일 | 하얀 평화가 내리는 날             |
| 12회 | 12월 30일 | 북녘 하늘에 남은 아폴로 박사의 꿈 |
| 13회 | 12월 31일 | 별빛의 인사 - 아듀 2015           |

#### 2016년
| 회차  | 방송일   | 부제                           |
| ----- | -------- | ------------------------------ |
| 14회  | 1월 5일  | 별빛의 인사 - 헬로 2016        |
| 15회  | 1월 12일 | 지상 최대의 군무 - 가창오리    |
| 16회  | 1월 13일 | 떼까마귀 - 도시 대숲에 깃들다  |
| 17회  | 1월 14일 | 검은머리물떼새 - 갯벌을 수놓다 |
| 18회  | 1월 15일 | 바람의 날개 - 재두루미         |
| 19회  | 1월 19일 | 고인돌 - 북두칠성을 만나는 밤  |
| 20회  | 1월 20일 | 고인돌에 담긴 옛 마을의 풍경   |
| 21회  | 1월 21일 | 영혼의 무게를 받들고           |
| 22회  | 1월 22일 | 3천 년을 우뚝 서서             |
| 23회  | 1월 26일 | 들녘의 벗                      |
| 24회  | 1월 27일 | 고장난 벽시계의 세월           |
| 25회  | 1월 28일 | 꼬부랑 나무가 됐지만           |
| 26회  | 1월 29일 | 폭낭과 당팟당                  |
| 27회  | 2월 2일  | 숨쉬는 동굴                    |
| 28회  | 2월 3일  | 용암동굴이 모래바람을 만나면   |
| 29회  | 2월 4일  | 황금빛 지하 궁전               |
| 30회  | 2월 5일  | 5억 년의 신비                  |
| 31회  | 2월 12일 | 별의 수행자 마차부자리         |
| 32회  | 2월 16일 | 하늘 사냥꾼 오리온             |
| 33회  | 2월 17일 | 오리온의 사냥개 시리우스       |
| 34회  | 2월 18일 | 언제나 함께 쌍둥이자리         |
| 35회  | 2월 19일 | 별빛 축제 열리던 밤            |
| 36회  | 2월 23일 | 장군과 왕버들                  |
| 37회  | 2월 24일 | 늙은 밤나무의 겨울             |
| 38회  | 2월 25일 | 지리산 천년송                  |
| 39회  | 2월 26일 | 바람이 깎은 이름 폭낭          |
| 40회  | 3월 1일  | 공산성 - 강의 선을 닮다        |
| 41회  | 3월 2일  | 고모산성 - 세월의 돌길         |
| 42회  | 3월 3일  | 금성산성 - 산을 품고 돌다      |
| 43회  | 3월 4일  | 견훤산성 - 바람의 언덕에 서다  |
| 44회  | 3월 8일  | 바다의 속살 - 수월봉           |
| 45회  | 3월 9일  | 겨울에 만나는 푸른 숲 - 곶자왈 |
| 46회  | 3월 10일 | 파도의 걸작 - 용머리 해안      |
| 47회  | 3월 11일 | 서해의 무늬 - 채석강           |
| 48회  | 3월 15일 | 관음의 미소가 피어날 때        |
| 49회  | 3월 16일 | 침묵의 소리를 듣다             |
| 50회  | 3월 17일 | 햇살이 봄을 깨우면             |
| 51회  | 3월 18일 | 비단에 감싸이다                |
| 52회  | 3월 22일 | 천 년 산수유꽃 피던 날         |
| 53회  | 3월 23일 | 달빛 아래 매화 향기            |
| 54회  | 3월 24일 | 매화 향기 담장을 넘으면        |
| 55회  | 3월 25일 | 예담촌의 오매불망              |
| 56회  | 3월 29일 | 봄향기 흐르던 날               |
| 57회  | 3월 30일 | 봄 - 동네 한 바퀴를 돌다       |
| 58회  | 3월 31일 | 안녕하세요 봄                  |
| 59회  | 4월 1일  | 봄바람 노래하는 언덕           |
| 60회  | 4월 6일  | 안녕하세요 - 600년 나무        |
| 61회  | 4월 7일  | 느티나무 할아버지가 참 좋아요  |
| 62회  | 4월 8일  | 운동장의 키다리 아저씨         |
| 63회  | 4월 12일 | 추억의 꽃이 피면               |
| 64회  | 4월 15일 | 백발의 청춘으로                |
| 65회  | 4월 19일 | 배꽃 가루받이하던 날           |
| 66회  | 4월 20일 | 천 년의 향기                   |
| 67회  | 4월 21일 | 한옥 정원에서                  |
| 68회  | 4월 22일 | 신록을 위하여                  |
| 69회  | 4월 26일 | 봄날이 가기 전에               |
| 70회  | 4월 27일 | 흰눈썹황금새와 노래하다        |
| 71회  | 4월 28일 | 날개가 깃든 뜰                 |
| 72회  | 4월 29일 | 애기똥풀과 놀다                |
| 73회  | 5월 3일  | 첨벙첨벙 물의 정원             |
| 74회  | 5월 4일  | 민들레 홀씨 날리던 날          |
| 75회  | 5월 5일  | 예담촌 사랑나무                |
| 76회  | 5월 6일  | 청암정의 5월                   |
| 77회  | 5월 10일 | 왕버들의 5월                   |
| 78회  | 5월 11일 | 초록 교정에서                  |
| 79회  | 5월 12일 | 새싹처럼                       |
| 80회  | 5월 13일 | 초록의 합창                    |
| 81회  | 5월 17일 | 두충나무 오솔길                |
| 82회  | 5월 18일 | 맹사성 은행나무의 5월          |
| 83회  | 5월 19일 | 녹우당 회화나무                |
| 84회  | 5월 20일 | 녹우당 은행나무                |
| 85회  | 5월 24일 | 동백꽃 즈려밟고                |
| 86회  | 5월 25일 | 대둔산의 아침                  |
| 87회  | 5월 26일 | 청보리 익어갈 때               |
| 88회  | 5월 27일 | 초록 물그림자                  |
| 89회  | 6월 1일  | 용의 이빨을 닮다               |
| 90회  | 6월 2일  | 풍류를 읊는 계곡               |
| 91회  | 6월 3일  | 대나무 마실 길                 |
| 89회  | 6월 7일  | 굴업도 모랫길                  |
| 90회  | 6월 8일  | 선유도 - 신선이 노닐던 바다    |
| 91회  | 6월 9일  | 장자도 굽잇길                  |
| 92회  | 6월 10일 | 무녀도 - 엄마의 품에 안기다    |
| 93회  | 6월 18일 | 서해를 밝히다                  |
| 94회  | 6월 19일 | 농부를 위하여                  |
| 95회  | 6월 26일 | 빌레못에 어리연 피면           |
| 96회  | 7월 2일  | 대매물도 해품길                |
| 97회  | 7월 3일  | 소매물도 바닷길이 열리면       |
| 98회  | 7월 9일  | 사량도 출렁다리에 서면         |
| 99회  | 7월 10일 | 비진도 산호길                  |
| 100회 | 7월 12일 | 욕지도 비렁길                  |
| 101회 | 7월 13일 | 연화도에 수국이 피어날 때      |
| 102회 | 7월 14일 | 상족암 공룡의 걸음으로         |
| 103회 | 7월 15일 | 욕지도를 알려 하거든           |
| 104회 | 7월 19일 | 흰 돌 여울에서                 |
| 105회 | 7월 20일 | 학동마을 돌담길에 능소화 피면  |
| 106회 | 7월 21일 | 600년 마을숲                   |
| 107회 | 7월 22일 | 친정집에서 한 밤 새듯          |
| 108회 | 7월 26일 | 오래된 툇마루에서              |
| 109회 | 7월 27일 | 화양구곡 아홉 굽이를 걷다 보면 |
| 110회 | 7월 28일 | 화양구곡 선비의 걸음으로       |
| 111회 | 7월 29일 | 다랑논 달팽이 걸음으로         |
| 112회 | 8월 2일  | 고인돌 북두칠성 만나는 밤      |
| 113회 | 8월 3일  | 등대지기 별밤지기              |
| 114회 | 8월 4일  | 용머리해안에 바람이 불면       |
| 115회 | 8월 5일  | 돌개구멍과 공룡 발자국         |
| 116회 | 8월 9일  | 섬과 섬 사이 - 제주도          |
| 117회 | 8월 16일 | 고군산군도에 가면              |
| 118회 | 8월 23일 | 한려수도에 가고파              |
| 119회 | 8월 24일 | 한려수도 꽃길 비렁길           |
| 120회 | 8월 25일 | 동굴 속으로                    |
| 121회 | 8월 26일 | 봇도랑 600년의 물길            |

### 6기

#### 2016년
| 회차 | 방송일   | 부제                            |
| ---- | -------- | ------------------------------- |
| 1회  | 8월 30일 | 울릉도 화산섬 해안길            |
| 2회  | 8월 31일 | 울릉도 원시의 숲을 걷다보면     |
| 3회  | 9월 1일  | 불영계곡 - 부처의 그림자를 안고 |
| 4회  | 9월 2일  | 토왕성 폭포 - 설악의 위용 아래  |
| 5회  | 9월 3일  | 360도로 본 독도                 |
| 6회  | 9월 4일  | 외롭지 않은 섬 - 독도           |
| 7회  | 9월 6일  | 주왕산 - 협곡 속으로            |
| 8회  | 9월 7일  | 대관령 - 파노라마 목장 풍경     |
| 9회  | 9월 8일  | 울릉도 용암의 길 따라           |
| 10회 | 9월 9일  | 리틀 플래닛 - 우리 땅           |

### 7기

#### 2016년
| 회차 | 방송일    | 부제                                 |
| ---- | --------- | ------------------------------------ |
| 1회  | 9월 13일  | 메밀꽃 필 무렵                       |
| 2회  | 9월 14일  | 이효석의 숲길 따라                   |
| 3회  | 9월 15일  | 밤나무에게 보내는 가을 편지          |
| 4회  | 9월 16일  | 공룡능선 - 설악의 기상으로           |
| 5회  | 9월 20일  | 푸르게 번창하라                      |
| 6회  | 9월 21일  | 외갓집 홍시처럼                      |
| 7회  | 9월 22일  | 탱자가 익어가는 집                   |
| 8회  | 9월 23일  | 아낌 없이 주는 감나무                |
| 9회  | 9월 27일  | 진메마을 가을 노래                   |
| 10회 | 9월 28일  | 강물 따라 흐르는 시                  |
| 11회 | 9월 29일  | 혼불 - 대숲에 이는 바람              |
| 12회 | 9월 30일  | 나는 시인이다                        |
| 13회 | 10월 4일  | 토지 - 들녘의 노래                   |
| 14회 | 10월 5일  | 토지 - 은모래길 따라                 |
| 15회 | 10월 6일  | 우포늪 - 초록의 영토                 |
| 16회 | 10월 7일  | 새벽종이 울리면                      |
| 17회 | 10월 11일 | 빌뱅이 언덕 아래                     |
| 18회 | 10월 12일 | 가을꽃의 빅뱅                        |
| 19회 | 10월 13일 | 투명한 사랑                          |
| 20회 | 10월 14일 | 속 보이는 자화상                     |
| 21회 | 10월 18일 | 암술이 수술을 만날 때                |
| 22회 | 10월 19일 | 오래된 호두의 맛                     |
| 23회 | 10월 20일 | 예담촌에 가을이 오면                 |
| 24회 | 10월 21일 | 명재고택 - 나눔의 열매               |
| 25회 | 10월 25일 | 명재고택 - 장독대 풍년가             |
| 26회 | 10월 26일 | 천 년 산수유 - 봄 그리고 가을        |
| 27회 | 10월 27일 | 갯골 - 도시로 온 바닷길              |
| 28회 | 10월 28일 | 태평염전에 가을이 오면               |
| 29회 | 11월 1일  | 바람의 가을 언덕 - 따라비            |
| 30회 | 11월 2일  | 엄마의 품속처럼 - 백약이             |
| 31회 | 11월 3일  | 은빛 억새 속삭이면 - 산굼부리        |
| 32회 | 11월 8일  | 작은 것이 아름답다 - 아끈다랑쉬      |
| 33회 | 11월 9일  | 용난굴 속으로                        |
| 34회 | 11월 10일 | 하늘공원 억새길                      |
| 35회 | 11월 11일 | 경기전 가을 나무                     |
| 36회 | 11월 15일 | 경기전 나무 아래에서                 |
| 37회 | 11월 16일 | 남한산성 길 따라                     |
| 38회 | 11월 17일 | 오대산 - 가을 속으로                 |
| 39회 | 11월 18일 | 주왕산 - 단풍의 시간                 |
| 40회 | 11월 22일 | 아름다운 균형 - 수원화성             |
| 41회 | 11월 23일 | 전인 교육의 장 - 안동 병산서원       |
| 42회 | 11월 24일 | 드라마가 있다 - 신윤복필 풍속도 화첩 |
| 43회 | 11월 25일 | 새로운 발견 - 경복궁 아미산 굴뚝     |
| 44회 | 11월 29일 | 비움의 미학 - 종묘                   |
| 45회 | 11월 30일 | 역사의 수수께끼 - 익산 미륵사지 석탑 |
| 46회 | 12월 1일  | 찬란한 선율 - 백제 금동대향로        |
| 47회 | 12월 2일  | 천 년의 울림 - 상원사 동종           |
| 48회 | 12월 6일  | 혼이 담긴 그릇 - 방짜유기            |
| 49회 | 12월 7일  | 강인한 춤사위 - 평양 검무            |
| 50회 | 12월 8일  | 아홉산 숲 대나무 숲길                |
| 51회 | 12월 13일 | 대관령 전나무 숲길                   |
| 52회 | 12월 14일 | 장성 편백나무 숲길                   |
| 53회 | 12월 15일 | 국립수목원 낙엽길                    |
| 54회 | 12월 16일 | 천둥처럼 바람처럼 - 가창오리 군무    |

### 8기

#### 2016년
| 회차 | 방송일    | 부제                              |
| ---- | --------- | --------------------------------- |
| 1회  | 12월 20일 | 시간 여행 - 소설가 구보 씨의 일일 |
| 2회  | 12월 21일 | 응답하라 청춘 - 학림다방          |
| 3회  | 12월 22일 | 세상에 하나뿐인 신발 - 송림수제화 |
| 4회  | 12월 23일 | 가위손의 전설 - 성우이용원        |
| 5회  | 12월 27일 | 신사의 품격 - 종로양복점          |
| 6회  | 12월 28일 | 옛집의 품격 - 석파랑              |
| 7회  | 12월 29일 | 아버지의 메질소리 - 불광대장간    |
| 8회  | 12월 30일 | 108계단의 애환 - 해방촌           |

### 9기

#### 2017년
| 회차 | 방송일   | 부제                        |
| ---- | -------- | --------------------------- |
| 1회  | 1월 10일 | 경기전 - 왕의 얼굴을 만나다 |
| 2회  | 1월 11일 | 도산서원 - 공부의 길        |
| 3회  | 1월 12일 | 남한산성 굽잇길 따라        |
| 4회  | 1월 13일 | 운주사 - 돌부처의 미소찾기  |
| 5회  | 2월 7일  | 신비의 천 년 숲 비자림      |
| 6회  | 2월 8일  | 백룡동굴 속으로             |
| 7회  | 2월 9일  | 문섬 - 360도로 본 산호 정원 |
| 8회  | 2월 10일 | 시간 여행 - 고인돌 왕국     |

### 10기

#### 2017년
| 회차 | 방송일   | 부제                           |
| ---- | -------- | ------------------------------ |
| 1회  | 1월 17일 | 경천대 - 강을 품은 언덕        |
| 2회  | 1월 25일 | 마라도 겨울 바닷길             |
| 3회  | 1월 27일 | 무량수전 배흘림 기둥에 기대면  |
| 4회  | 3월 7일  | 400년의 한결같이 - 만지송      |
| 5회  | 3월 8일  | 왕릉 가는 길                   |
| 6회  | 3월 9일  | 을숙도 고니의 사랑 노래        |
| 7회  | 3월 14일 | 백운동 매화 향기 따라          |
| 8회  | 3월 15일 | 마을 숲길 따라 - 연둔리 숲정이 |
| 9회  | 3월 16일 | 시와 별이 있는 주실마을        |
| 10회 | 3월 17일 | 봄을 노래하다 - 영랑 생가      |
| 11회 | 3월 21일 | 신선이 노닐던 오색 바위        |
| 12회 | 3월 22일 | 장사도 섬집 아기의 노래        |
| 13회 | 3월 23일 | 붉은 노을의 언덕 - 적벽        |
| 14회 | 3월 24일 | 해금강 십자굴의 파도 소리      |
| 15회 | 3월 28일 | 홍도 갈매기가 물고 온 봄       |
| 16회 | 3월 29일 | 돌담 너머 햇살 한 뼘           |
| 17회 | 3월 30일 | 책 속에 담은 설렘              |
| 18회 | 3월 31일 | 그리다 - 봄                    |

### 11기

#### 2017년
| 회차 | 방송일   | 부제                                   |
| ---- | -------- | -------------------------------------- |
| 1회  | 4월 25일 | 만화방초 야생화 향기                   |
| 2회  | 4월 27일 | 다랑이논 유채꽃 물결                   |
| 3회  | 5월 5일  | 지금 이 꽃자리 - 의림지                |
| 4회  | 5월 11일 | 우포늪 왕버들에 햇살이 깃들면          |
| 5회  | 5월 12일 | 물고기를 부르는 숲                     |
| 6회  | 5월 16일 | 옥순봉에서 우뚝 선 5월을 보다          |
| 7회  | 5월 17일 | 김삿갓 산책길                          |
| 8회  | 5월 18일 | 초록의 합창                            |
| 9회  | 5월 19일 | 느티나무 아래 둥글게 둥글게            |
| 10회 | 5월 23일 | 아라리 가락에 춤추는 느티나무          |
| 11회 | 5월 24일 | 백두대간 둘레길 산책                   |
| 12회 | 5월 25일 | 나룻배 타고 아라리요                   |
| 13회 | 5월 26일 | 아우라지 마을의 느린 풍경              |
| 14회 | 5월 30일 | 구름도 쉬어가는 정선 몰운대            |
| 15회 | 6월 6일  | 칡소폭포 옹골찬 물소리                 |
| 16회 | 6월 7일  | 산 넘어 섬 - 미륵도 달아길             |
| 17회 | 6월 8일  | 충정 어린 한산도 역사길                |
| 18회 | 6월 9일  | 예쁘다 - 연대도 에메랄드 물빛          |
| 19회 | 6월 13일 | 들리나요 - 섬의 속삭임                 |
| 20회 | 6월 14일 | 한라산의 오아시스 - 이끼폭포           |
| 21회 | 6월 15일 | 있는 그대로 아름다운 죽도              |
| 22회 | 6월 16일 | 마음은 비우고 추억은 채우고            |
| 23회 | 6월 20일 | 호도 - 묵밭 사이 조붓한 길             |
| 24회 | 6월 21일 | 섬바람 가르며 바다를 달리다            |
| 25회 | 6월 22일 | 우도 500살 후박나무 아래에서           |
| 26회 | 6월 23일 | 철썩철썩 조도 해식애                   |
| 27회 | 6월 27일 | 지산동 고분군 숲길따라                 |
| 28회 | 6월 28일 | 말이산 고분군 숲길따라                 |
| 29회 | 6월 29일 | 천년의 바람처럼 - 노산공원             |
| 30회 | 6월 30일 | 날다 산 너머 - 남해 · 사천 하늘여행    |
| 31회 | 7월 4일  | 저무는 하루의 여운 - 실안낙조          |
| 32회 | 7월 5일  | 비토섬 전설 속 토끼가 날아오르다       |
| 33회 | 7월 6일  | 물안개 헤치고 섬 속으로                |
| 34회 | 7월 7일  | 돌고래 고향 바다로                     |
| 35회 | 7월 11일 | 정원수 숨은 그림을 찾아서              |
| 36회 | 7월 12일 | 오동도 숲그늘 산책                     |
| 37회 | 7월 13일 | 사색을 부르는 꽃정원 - 죽화경          |
| 38회 | 7월 14일 | 귀를 열어요 - 개개비 소리              |
| 39회 | 7월 18일 | 뒷산 새소리 따라                       |
| 40회 | 7월 19일 | 500년 금강송 숲길 따라                 |
| 41회 | 7월 20일 | 삼지내 물길 따라 흙담 따라             |
| 42회 | 7월 21일 | 절벽에 기대앉은 절 - 고성 문수암       |
| 43회 | 7월 25일 | 민들레의 일생                          |
| 44회 | 7월 26일 | 정방사 비 내린 후에                    |
| 45회 | 7월 27일 | 백마강 휘도는 부소산성                 |
| 46회 | 7월 28일 | 연화도 수국 필 적에                    |
| 47회 | 8월 1일  | 어떤 출근길                            |
| 48회 | 8월 2일  | 꽃말을 보다                            |
| 49회 | 8월 3일  | 제천 얼음골 바람                       |
| 50회 | 8월 4일  | 능강계곡 아홉 굽이                     |
| 51회 | 8월 8일  | 금꿩의 다리 꽃 이름으로 보다           |
| 52회 | 8월 9일  | 부처꽃 연꽃에 화답하듯                 |
| 53회 | 8월 10일 | 자드락길 느릿한 걸음                   |
| 54회 | 8월 11일 | 주암정에 연꽃배를 띄우고               |
| 55회 | 8월 15일 | 울릉도 여름꽃                          |
| 56회 | 8월 16일 | 노부부의 꽃길                          |
| 57회 | 8월 17일 | 경주 서출지 - 천 년 못에 서린 전설     |
| 58회 | 8월 18일 | 수억 년 시간을 느끼거든                |
| 59회 | 8월 22일 | 만항재 여름꽃                          |
| 60회 | 8월 23일 | 마타리 소년의 첫사랑                   |
| 61회 | 8월 24일 | 용암이 바다를 만났더니                 |
| 62회 | 8월 29일 | 태백 고원 노란 꽃 물결                 |
| 63회 | 8월 30일 | 고마웠어요 여름나무                    |
| 64회 | 8월 31일 | 숲길 너머 책내음 솔솔                  |
| 65회 | 9월 1일  | 숲속 그림책 도서관                     |
| 66회 | 9월 5일  | 수억 년 시간을 느끼거든(재)            |
| 67회 | 9월 6일  | 경주 서출지 - 천 년 못에 서린 전설(재) |
| 68회 | 9월 7일  | 울릉도 여름꽃(재)                      |
| 69회 | 9월 8일  | 노부부의 꽃길(재)                      |

### 12기

#### 2018년
| 회차 | 방송일   | 부제                               |
| ---- | -------- | ---------------------------------- |
| 1회  | 1월 31일 | 왕버들 그늘에 보랏빛 맥문동        |
| 2회  | 2월 1일  | 슈퍼 문 - 개기 월식 보던 밤        |
| 3회  | 2월 2일  | 내 나무의 이름은                   |
| 4회  | 2월 6일  | 고욤나무 그늘 아래                 |
| 5회  | 2월 7일  | 담쟁이의 일생                      |
| 6회  | 2월 8일  | 때죽나무의 일생                    |
| 7회  | 2월 13일 | 선자령 - 바람을 품다               |
| 8회  | 2월 14일 | 월정사 전나무 숲길 아래            |
| 9회  | 2월 15일 | 운탄고도 - 하늘길을 걷다           |
| 10회 | 2월 22일 | 식물 이야기 - 꽃보다 겨울 열매     |
| 11회 | 2월 23일 | 직소폭포 물길 따라                 |
| 12회 | 2월 27일 | 섣달 겨울꽃 - 납월매               |
| 13회 | 2월 28일 | 돌산에 부는 꽃바람                 |
| 14회 | 3월 1일  | 지리산 산지기 - 금대암 전나무      |
| 15회 | 3월 2일  | 대숲에 소나무가 끼어든 까닭은      |
| 16회 | 3월 6일  | 원대리 자작나무 아름드리 꿈꾸며    |
| 17회 | 3월 8일  | 바다열차 기관사가 넥타이를 맨 이유 |
| 18회 | 3월 13일 | 함백산 - 시간이 멈춘 자리          |
| 19회 | 3월 15일 | 그대 이름은 멋쟁이라네             |
| 20회 | 3월 16일 | 3000개 돌탑에 쌓은 모정            |
| 21회 | 3월 20일 | 우포늪 - 얼음이 깨지면             |
| 22회 | 3월 21일 | 우포늪 - 가시연의 꿈               |
| 23회 | 3월 22일 | 갈대 예찬                          |
| 24회 | 3월 23일 | 모래의 선물 - 낙동강 하구          |

### 13기

#### 2018년
| 회차 | 방송일   | 부제                            |
| ---- | -------- | ------------------------------- |
| 1회  | 3월 27일 | 신령스러운 숲 - 사려니          |
| 2회  | 3월 28일 | 호니토와 자장가                 |
| 3회  | 3월 29일 | 아끈다랑쉬에서                  |
| 4회  | 3월 30일 | 귀를 기울이면                   |
| 5회  | 4월 3일  | 나리분지 - 원시의 숲            |
| 6회  | 4월 4일  | 저동항의 전설 - 촛대바위        |
| 7회  | 4월 5일  | 살아있는 화석 - 울릉도 향나무   |
| 8회  | 4월 11일 | 울릉도 개척의 땅 - 태하         |
| 9회  | 4월 12일 | 불과 물이 만든 화산섬 울릉도    |
| 10회 | 4월 13일 | 침실습지에 봄눈이 내리면        |
| 11회 | 4월 17일 | 선암사에 매화 향기가 퍼지면     |
| 12회 | 4월 18일 | 산수유는 동양화를 그린다        |
| 13회 | 4월 19일 | 깽깽이풀의 봄날                 |
| 14회 | 4월 20일 | 호두나무가 처음 자리 잡은 곳    |
| 15회 | 4월 24일 | 멈추어 꽃망울을 보다            |
| 16회 | 4월 25일 | 얼레지 세상에서                 |
| 17회 | 4월 26일 | 굳세어라 동강 할미꽃            |
| 18회 | 5월 1일  | 내륙의 바다를 달리다            |
| 19회 | 5월 2일  | 이화령 고개를 오르는 자전거     |
| 20회 | 5월 3일  | 산소 100리길을 달리다           |
| 21회 | 5월 4일  | 7번 국도 - 바다와 자전거        |
| 22회 | 5월 8일  | 홀아비바람꽃의 설렘으로         |
| 23회 | 5월 9일  | 꿩의바람꽃 피는 길에            |
| 24회 | 5월 10일 | 반갑습니다 - 한계령풀           |
| 25회 | 5월 11일 | 모데미풀 계곡에서               |
| 26회 | 5월 15일 | 주왕산 협곡 속으로              |
| 27회 | 5월 16일 | 주산지 하늘이 내려 준 큰 그릇   |
| 28회 | 5월 17일 | 진분홍빛 산상화원 - 황매산 철쭉 |
| 29회 | 5월 18일 | 수달래가 피어나는 곳            |
| 30회 | 5월 22일 | 열목어 보고 야생화 보고         |
| 31회 | 5월 23일 | 550년 철쭉 안부를 묻다          |
| 32회 | 5월 24일 | 성벽에 피다                     |
| 33회 | 5월 25일 | 꽃길을 걸어서 출근합니다        |

### 14기

#### 2018년
| 회차 | 방송일    | 부제                                    |
| ---- | --------- | --------------------------------------- |
| 1회  | 6월 19일  | 현재를 즐겨라 - 금시당                  |
| 2회  | 6월 20일  | 위양지에 가면                           |
| 3회  | 6월 21일  | 만어사로 물고기가 올라온 이유           |
| 4회  | 6월 22일  | 물고기가 용으로 변한 곳 - 어변당        |
| 5회  | 6월 26일  | 삐비꽃이 아주 피기 전에                 |
| 6회  | 6월 29일  | 짱뚱어가 뛰노는 바닷가를 걷다 보면      |
| 7회  | 7월 4일   | 흑산도 푸르름이 겹겹이 쌓여             |
| 8회  | 7월 5일   | 영산도에 씀바귀가 피면                  |
| 9회  | 7월 6일   | 장도습지에 물이 오르면                  |
| 10회 | 7월 10일  | 병풍도 노둣길이 열리면                  |
| 11회 | 7월 11일  | 물고기가 용으로 변한 곳 - 어변당        |
| 12회 | 7월 12일  | 지구가 만들어 낸 주름 - 남포리 습곡구조 |
| 13회 | 7월 17일  | 사곶해변에 콩돌 소리가 들리는 이유      |
| 14회 | 7월 18일  | 늙은 신의 마지막 작품 두무진            |
| 15회 | 7월 19일  | 하늬바다에 물범이 찾아오면              |
| 16회 | 7월 24일  | 용기포 해안에 물이 빠지면               |
| 17회 | 7월 25일  | 구계동 몽돌의 노래                      |
| 18회 | 7월 26일  | 청산도 슬로길 너머에는                  |
| 19회 | 7월 27일  | 구들장논 물 대는 날                     |
| 20회 | 7월 31일  | 다시 푸른 제석봉을 꿈꾸며               |
| 21회 | 8월 1일   | 노고단에 원추리가 필 때                 |
| 22회 | 8월 2일   | 촛대봉에서 흐르는 물이 모여             |
| 23회 | 8월 3일   | 화엄사에 날아든 양비둘기                |
| 24회 | 8월 7일   | 구들장논에 물대는 날                    |
| 25회 | 8월 8일   | 고산을 따라 걷다                        |
| 26회 | 8월 9일   | 보길도 예송리 전복의 꿈                 |
| 27회 | 8월 10일  | 바다와 푸름을 맞대다                    |
| 28회 | 8월 14일  | 노란 무궁화가 피기까지는                |
| 29회 | 8월 15일  | 미라리 상록수의 노래                    |
| 30회 | 8월 16일  | 항일의 땅 해방의 섬                     |
| 31회 | 8월 17일  | 초록의 여행                             |
| 32회 | 8월 21일  | 혼자옵서예 - 정방폭포                   |
| 33회 | 8월 29일  | 세연정에서 노닐다                       |
| 34회 | 8월 30일  | 부용정에서 노닐다                       |
| 35회 | 8월 31일  | 하늘 배추밭 매봉산                      |
| 36회 | 9월 4일   | 한 송이 귀하게 핀 꽃                    |
| 37회 | 9월 5일   | 대흥사 범종이 울리면                    |
| 38회 | 9월 6일   | 대흥사 하얀거 해제날                    |
| 39회 | 9월 7일   | 초의와 차 한 잔                         |
| 40회 | 9월 11일  | 용암이 만든 협곡 - 한탄강               |
| 41회 | 9월 12일  | 왕피천에 은어가 올라오면                |
| 43회 | 9월 13일  | 비가 만든 물줄기 - 토왕성폭포           |
| 44회 | 9월 15일  | 초록이 흐른다 - 상동 이끼계곡           |
| 45회 | 9월 22일  | 300년 세월 너머 - 정림 소나무숲         |
| 46회 | 9월 29일  | 바람 부는 용추곶 해안길 따라            |
| 47회 | 10월 2일  | 선으로 만나는 여행                      |
| 48회 | 10월 3일  | 수평선에서 지평선으로 - 새만금          |
| 49회 | 10월 6일  | 구름위의 땅 안반데기                    |
| 50회 | 10월 9일  | 보길도 초록의 속삭임                    |
| 51회 | 10월 10일 | 금강송 따라가는 십이령 보부상길         |
| 52회 | 10월 11일 | 금강송숲 큰어른 대왕송                  |
| 53회 | 10월 13일 | 미륵불을 기다리며                       |
| 54회 | 10월 16일 | 풍년의 꿈 벽골제                        |
| 55회 | 10월 17일 | 배롱나무 꽃향기처럼                     |
| 56회 | 10월 18일 | 애뜻한 그리움 불꽃피는 사랑으로         |
| 57회 | 10월 20일 | 노인과 부시리                           |
| 58회 | 10월 23일 | 구굴도 바다제비의 고향                  |
| 59회 | 10월 24일 | 슴새가 아니었을까?                      |
| 60회 | 10월 27일 | 가거도 멸치의 노래                      |
| 61회 | 10월 30일 | 한 단 한 단 정성이 어린 상당산성        |
| 62회 | 10월 31일 | 십이선녀탕에 단풍이 들면                |
| 63회 | 11월 1일  | 님은 갔습니다                           |
| 64회 | 11월 3일  | 구들장논에 황금이 물들면                |
| 65회 | 11월 6일  | 가을의 결실을 담아낸 정북동 토성        |
| 66회 | 11월 7일  | 신선이 노닐지 않았을까?                 |
| 67회 | 11월 8일  | 가을 하늘 아래 - 두타산성               |
| 68회 | 11월 10일 | 대풍리 거북손 따는 날                   |
| 69회 | 11월 13일 | 생일도 발광대의 노래                    |
| 70회 | 11월 14일 | 부처의 그림자 - 불영계곡                |
| 71회 | 11월 15일 | 내장산에 단풍이 드는 날                 |
| 72회 | 11월 17일 | 바람의 고향 가거도 대풍리               |
| 73회 | 11월 20일 | 섬등에서 불어오는 바람                  |
| 74회 | 11월 21일 | 가을꽃의 퇴장 인사                      |
| 75회 | 11월 22일 | 차나무 꽃이 피었습니다                  |
| 76회 | 11월 24일 | 흑산도 홍어의 바다                      |
| 77회 | 11월 27일 | 해피버스 타고 날마다 생일               |
| 78회 | 11월 28일 | 예송리 전복의 소망                      |
| 79회 | 11월 29일 | 가을 단풍 그리고                        |
| 80회 | 12월 1일  | 기대어 산다는 것                        |
| 81회 | 12월 4일  | 문수사 애기단풍숲을 거닐면              |
| 82회 | 12월 5일  | 선사 시대로의 여행                      |
| 83회 | 12월 6일  | 선운산 단풍 아래 합장                   |
| 84회 | 12월 8일  | 사람이 떠난 자리 - 운곡습지             |
| 85회 | 12월 11일 | 백제 부흥의 꿈 - 가림성                 |
| 86회 | 12월 12일 | 곰나루 솔향 따라                        |
| 87회 | 12월 13일 | 동백 열매와 꽃이 만날 때                |
| 88회 | 12월 15일 | 두륜산 해맞이 요가                      |
| 89회 | 12월 18일 | 우이도 풍성사구 너머에                  |
| 90회 | 12월 19일 | 대풍리 할머니의 겨울                    |
| 91회 | 12월 20일 | 비금도 사랑을 찾아서                    |
| 92회 | 12월 22일 | 할아버지의 삼치                         |
| 93회 | 12월 25일 | 금당도 절경의 바다                      |
| 94회 | 12월 26일 | 비견도 멸치 잡는 날                     |
| 95회 | 12월 27일 | 홍도 절경에 취하다                      |
| 96회 | 12월 29일 | 파도를 타고 오는 홍도의 향기            |

#### 2019년
| 회차  | 방송일    | 부제                                    |
| ----- | --------- | --------------------------------------- |
| 97회  | 1월 2일   | 2019 소망 - 간절곶 해맞이               |
| 98회  | 1월 3일   | 느지막이 돌아와 쉬다 - 만휴정           |
| 99회  | 1월 5일   | 울산 대왕암에 새 해가 뜨면              |
| 100회 | 1월 8일   | 파도 타고 바람 불면                     |
| 101회 | 1월 9일   | 물빛 고향 너머 영천고택                 |
| 102회 | 1월 10일  | 문경새재 조령 관문                      |
| 103회 | 1월 12일  | 임고서원에서 정몽주를 뵈다              |
| 104회 | 1월 15일  | 화랑이 반한 영랑호 범바위               |
| 105회 | 1월 16일  | 공룡 발자국 따라 암각화까지             |
| 106회 | 1월 17일  | 바람이 빚었나 파도가 깎았나             |
| 107회 | 1월 19일  | 천 년의 달빛이 바위에 닿으면            |
| 108회 | 1월 22일  | 섶다리 정을 잇다                        |
| 109회 | 1월 23일  | 물이 빚은 선물 - 돌개구멍               |
| 110회 | 1월 24일  | 호수에 뜬 돌 - 부소담악                 |
| 111회 | 1월 26일  | 거꾸로 한반도                           |
| 112회 | 1월 29일  | 선비의 숨결 - 소수서원                  |
| 113회 | 1월 30일  | 무섬마을 이엉 잇던 날                   |
| 114회 | 1월 31일  | 제천 덕주산성 월악을 품다               |
| 115회 | 2월 2일   | 단양 도담삼봉 겨울 자태를 뽐내다        |
| 116회 | 2월 6일   | 제천 얼음골 바람                        |
| 117회 | 2월 7일   | 온달과 평강의 전설이 스민 단양 온달산성 |
| 118회 | 2월 9일   | 수승대 예찬                             |
| 119회 | 2월 12일  | 돌담에 스민 500년 손길                  |
| 120회 | 2월 13일  | 그곳이 꿈엔들 잊히랴 - 용담호           |
| 121회 | 2월 14일  | 마이산 돌탑에 담긴 정성                 |
| 122회 | 2월 16일  | 요강바위에 걸터 앉으면                  |
| 123회 | 2월 19일  | 섬진강 물길 따라                        |
| 124회 | 2월 20일  | 허굴산 천불천탑                         |
| 125회 | 2월 21일  | 봄을 기다리며 - 차밭에서                |
| 126회 | 2월 23일  | 섬진강 모래와 노송                      |
| 127회 | 2월 26일  | 학문의 길을 찾다 - 일두고택             |
| 128회 | 3월 2일   | 정녕 신선이 깎은 바위인가?              |
| 129회 | 3월 5일   | 유비무환 고창읍성                       |
| 130회 | 3월 6일   | 호남의 내금강 - 선운산                  |
| 131회 | 3월 7일   | 백제의 미소 - 마래여래삼존상            |
| 132회 | 3월 8일   | 호젓한 500년 - 고성을 거닐다            |
| 133회 | 3월 12일  | 추사를 뵈다                             |
| 134회 | 3월 13일  | 아침해가 떴습니다 - 왜목항              |
| 135회 | 3월 14일  | 올곧음을 생각하며 걸어요                |
| 136회 | 3월 16일  | 산천이 한 눈에 다 들어오네              |
| 137회 | 3월 19일  | 꼿꼿한 선비의 마을                      |
| 138회 | 3월 20일  | 이기대따라 오륙도                       |
| 139회 | 3월 21일  | 돌담 산수유 그리고 봄                   |
| 140회 | 3월 23일  | 남해를 지킨 수문장 - 금정산성           |
| 141회 | 3월 26일  | 밑지고 살면 세상을 얻는다               |
| 142회 | 3월 27일  | 겨우살이 송알송알                       |
| 143회 | 3월 28일  | 배우면 즐겁지 아니한가?                 |
| 144회 | 3월 30일  | 엎드리면 비로소 보이는 꽃들             |
| 145회 | 4월 2일   | 섬진강에서 만난 봄 - 매화마을           |
| 146회 | 4월 3일   | 구름도 쉬어가네 - 회룡포                |
| 147회 | 4월 6일   | 옛시의 향기에 취하다                    |
| 148회 | 4월 9일   | 예를 갖추시오                           |
| 149회 | 4월 10일  | 빨갛게 빨갛게 - 동백꽃                  |
| 150회 | 4월 11일  | 배움에서 효를 찾다                      |
| 151회 | 4월 13일  | 작지만 소중한 행복 - 하담고택           |
| 152회 | 4월 16일  | 목련의 초대 - 대릉의 봄                 |
| 153회 | 4월 17일  | 누구보다도 당신을 더 사랑합니다         |
| 154회 | 4월 18일  | 정이 머무네 - 구림마을                  |
| 155회 | 4월 20일  | 선바위 - 하늘에 닿다                    |
| 156회 | 4월 23일  | 황령산 봄꽃                             |
| 157회 | 4월 24일  | 봄의 정원으로 오세요                    |
| 158회 | 4월 25일  | 봄을 찾아온 노란 꼬마 신사              |
| 159회 | 4월 27일  | 노란 개나리가 활짝 폈네                 |
| 160회 | 4월 30일  | 부처님 - 세상에 닿다                    |
| 161회 | 5월 2일   | 시원하고 상쾌한 정원 - 소쇄원           |
| 162회 | 5월 4일   | 책과 함께 살어리랏다                    |
| 163회 | 5월 7일   | 할머니의 일상이 책이 되다               |
| 164회 | 5월 8일   | 무장읍성 성벽 따라                      |
| 165회 | 5월 9일   | 보리밭 사잇길로                         |
| 166회 | 5월 11일  | 미소사에 핀 웃음꽃                      |
| 167회 | 5월 14일  | 천천히 걸어요                           |
| 168회 | 5월 15일  | 금정산성에 올라                         |
| 169회 | 5월 18일  | 봄 - 돌 사이에 피어나다                 |
| 170회 | 5월 21일  | 붉음이 아름답다 - 적벽강                |
| 171회 | 5월 22일  | 신선이 거닐던 내변산을 보다             |
| 172회 | 5월 23일  | 변산 마실길 걸으면                      |
| 173회 | 5월 25일  | 책이 쌓였네 - 채석강                    |
| 174회 | 5월 28일  | 송백정에 가면                           |
| 175회 | 5월 29일  | 향기의 섬이라 불러요                    |
| 176회 | 6월 4일   | 한반도가 내눈 앞에                      |
| 177회 | 6월 5일   | 높이 보며 걸어요                        |
| 178회 | 6월 6일   | 저 푸른 초원 위에                       |
| 179회 | 6월 8일   | 소리 풍경 두륜산                        |
| 180회 | 6월 11일  | 괴시리마을에서 선현을 뵈다              |
| 181회 | 6월 12일  | 보고 싶다 제암산 철쭉                   |
| 182회 | 6월 13일  | 숲속을 걸어요                           |
| 183회 | 6월 15일  | 책속으로 들어간 마을                    |
| 184회 | 6월 18일  | 선비의 풍류 정자                        |
| 185회 | 6월 19일  | 물길 따라 꽃구경 숲유람                 |
| 186회 | 6월 20일  | 물속 고향 화순 적벽                     |
| 187회 | 6월 22일  | 무등산 돌부처를 만나다                  |
| 188회 | 6월 25일  | 용의 길을 걸어요                        |
| 189회 | 6월 26일  | 초록빛 숲 사이로                        |
| 190회 | 6월 27일  | 숲길 - 마음이 편안해져요                |
| 191회 | 6월 29일  | 한여름 안아요 - 잣나무                  |
| 192회 | 7월 2일   | 갯골이 도시를 만나면                    |
| 193회 | 7월 3일   | 못에 담긴 청옥 물빛                     |
| 194회 | 7월 4일   | 학교 창문 너머 미술관                   |
| 195회 | 7월 6일   | 공룡이 살았어요 - 시화호                |
| 196회 | 7월 9일   | 나무가 내어준 길을 걷다                 |
| 197회 | 7월 10일  | 바람이 부는 언덕에서                    |
| 198회 | 7월 11일  | 숲에 안긴 미술관                        |
| 199회 | 7월 13일  | 선비의 정신을 만나다                    |
| 200회 | 7월 16일  | 푸르름 너머 정자                        |
| 201회 | 7월 17일  | 녀뎐길에서의 사색                       |
| 202회 | 7월 18일  | 나무를 보며 새소리를 들어요             |
| 203회 | 7월 23일  | 두 물이 만나 - 산성과 정자              |
| 204회 | 7월 24일  | 굽이굽이 덕풍계곡                       |
| 205회 | 7월 25일  | 치마폭처럼 - 미인폭포                   |
| 206회 | 7월 27일  | 도롱아 남편을 부탁해                    |
| 특집  | 8월 7일   | 촛대봉에서 흐르는 물이 모여(재)         |
| 208회 | 8월 13일  | 무릉도원 어디메요                       |
| 209회 | 8월 14일  | 하늘 위를 걷다                          |
| 210회 | 8월 15일  | 기다림의 결실 - 해바라기                |
| 211회 | 8월 17일  | 화산의 선물 - 성산일출봉                |
| 212회 | 8월 20일  | 소망이 깃든 편백숲                      |
| 213회 | 8월 21일  | 눈과 귀가 호강해요                      |
| 214회 | 8월 22일  | 연꽃과 살어리랏다                       |
| 215회 | 8월 24일  | 해송에 노을이 지면                      |
| 216회 | 8월 27일  | 갯벌 따라 아홉 구비길                   |
| 217회 | 8월 28일  | 그대 잠시 쉬어가요                      |
| 218회 | 8월 29일  | 너른 들 넉넉한 마음                     |
| 219회 | 8월 31일  | 울긋불긋 갯벌이 물들었어요              |
| 220회 | 9월 3일   | 천 년의 신비 - 농다리                   |
| 221회 | 9월 4일   | 숲으로 당신을 초대합니다                |
| 222회 | 9월 5일   | 호수 - 내 마음에 들어오면               |
| 223회 | 9월 10일  | 물과 바위가 사랑을 만드네               |
| 224회 | 9월 14일  | 소망이 깃든 편백숲                      |
| 225회 | 9월 17일  | 옛 왕국을 걷다                          |
| 226회 | 9월 19일  | 명품 숲을 걸어요                        |
| 227회 | 9월 21일  | 상서로운 돌의 연못                      |
| 228회 | 9월 24일  | 숲이 알려준 나눔                        |
| 229회 | 9월 25일  | 600년 푸름을 거닐며                     |
| 230회 | 9월 26일  | 섬진강 물결 따라                        |
| 231회 | 10월 1일  | 충절을 지킨 담장                        |
| 232회 | 10월 3일  | 백제의 숨결 - 공산성                    |
| 233회 | 10월 5일  | 정원이 아름다워요 - 건재고택            |
| 234회 | 10월 8일  | 배려와 학문 - 사계고택                  |
| 235회 | 10월 9일  | 아름다워라 - 무진정                     |
| 236회 | 10월 10일 | 비단결 맑은 계곡                        |
| 237회 | 10월 12일 | 코스모스길을 걸으면                     |
| 238회 | 10월 15일 | 물길은 배를 띄우고                      |
| 239회 | 10월 16일 | 신선이 머물던 적벽강                    |
| 240회 | 10월 17일 | 물이 마르지 않는 산성                   |
| 241회 | 10월 19일 | 구름위에 떠 있네 - 종학당               |
| 242회 | 10월 22일 | 신선의 다리를 건너다                    |
| 243회 | 10월 23일 | 용의 길을 따라 걷다                     |
| 244회 | 10월 24일 | 아리랑 가락 따라 억새는 울고            |
| 245회 | 10월 26일 | 물고기 비늘이 비단처럼 반짝이고         |
| 246회 | 10월 29일 | 은행이 노랗게 물들이면                  |
| 247회 | 10월 30일 | 들녘이 황금빛으로 물들이면              |
| 248회 | 10월 31일 | 시루떡을 쌓았나?                        |
| 249회 | 11월 2일  | 용이 살았어요                           |
| 250회 | 11월 5일  | 바위를 술잔 삼아                        |
| 251회 | 11월 6일  | 절벽을 둥지 삼은 암자                   |
| 252회 | 11월 7일  | 안개와 억새를 벗삼아                    |
| 253회 | 11월 9일  | 층층폭포에 쌍무지개가 뜨고              |

### 15기

#### 2019년
| 회차 | 방송일    | 부제                        |
| ---- | --------- | --------------------------- |
| 1회  | 11월 16일 | 시화호에 누가 살까?         |
| 2회  | 11월 23일 | 봉황이 나는 듯 - 위봉폭포   |
| 3회  | 11월 26일 | 신선의 놀이터 - 갈은구곡    |
| 4회  | 11월 28일 | 아홉 굽이 아홉 색깔         |
| 5회  | 11월 30일 | 달도 반했네                 |
| 6회  | 12월 3일  | 가을빛 달천을 따라가면      |
| 7회  | 12월 4일  | 절벽을 타고 단풍을 보면     |
| 8회  | 12월 5일  | 가을 하늘을 날다            |
| 9회  | 12월 7일  | 바다가 빚은 보물            |
| 10회 | 12월 10일 | 꽃이 살아있는 문            |
| 11회 | 12월 11일 | 살고 싶은 곳이어라 - 우반동 |
| 12회 | 12월 12일 | 바위가 말을 걸어온다면      |
| 13회 | 12월 14일 | 바위를 품은 절집            |
| 14회 | 12월 17일 | 누각 돌위에 앉았네          |
| 15회 | 12월 18일 | 물이 그리는 악보            |
| 16회 | 12월 19일 | 고드름이 열렸네             |
| 17회 | 12월 21일 | 물의 궁전속으로             |
| 18회 | 12월 25일 | 작은 예배당 순례길          |
| 19회 | 12월 26일 | 폭포 너머 그곳에는          |
| 20회 | 12월 28일 | 사계절을 담다 - 백운동 원림 |
| 21회 | 12월 31일 | 별빛 프러포즈               |

#### 2020년
| 회차  | 방송일    | 부제                                |
| ----- | --------- | ----------------------------------- |
| 22회  | 1월 1일   | 새해 만사형통을 빌어요              |
| 23회  | 1월 2일   | 철책 너머 쌍둥이별처럼              |
| 24회  | 1월 4일   | 춤추는 갈대 너머 겨울 진객          |
| 25회  | 1월 8일   | 겨울숲의 유혹                       |
| 26회  | 1월 9일   | 찻잎에 빛이 내리면                  |
| 27회  | 1월 14일  | 물과 돌의 어울림                    |
| 28회  | 1월 15일  | 칼로 바위를 베었네                  |
| 29회  | 1월 16일  | 800년을 자랐네 - 곱향나무           |
| 30회  | 1월 18일  | 날갯짓이 이룬 바람 소리             |
| 31회  | 1월 21일  | 담장에 새긴 스승의 가르침           |
| 32회  | 1월 22일  | 꼿꼿한 선비의 기품을 담아           |
| 33회  | 1월 23일  | 옹기종기 모였네 - 항아리 굴뚝       |
| 34회  | 1월 25일  | 하늘 능선에서 만난 겨울             |
| 35회  | 1월 28일  | 오르간 선율을 따라                  |
| 36회  | 1월 29일  | 그 시절 명동에 가면                 |
| 37회  | 1월 30일  | 춤추는 선녀를 만나요                |
| 38회  | 2월 1일   | 주목 따라 향적봉까지                |
| 39회  | 2월 4일   | 금강호 철새들이 찾는 까닭은?        |
| 40회  | 2월 5일   | 고택 - 책을 만나다                  |
| 41회  | 2월 6일   | 불경을 읽으면 즐겁지 아니한가?      |
| 42회  | 2월 8일   | 진흙 장화를 신었어요                |
| 43회  | 2월 11일  | 처마 끝에 걸린 한옥 미              |
| 44회  | 2월 12일  | 산사에 시가 찾아들면                |
| 45회  | 2월 13일  | 여름에 유채화 겨울은 수채화         |
| 46회  | 2월 15일  | 책이 쌓였나? 시루떡을 쌓았나?       |
| 47회  | 2월 18일  | 물에 비친 마음                      |
| 48회  | 2월 19일  | 숲에 정자를 지으면                  |
| 49회  | 2월 20일  | 살아있는 병풍을 만나요              |
| 50회  | 2월 22일  | 담장 지붕 너머 하얀 눈              |
| 51회  | 2월 29일  | 신선이 놀았네                       |
| 52회  | 3월 7일   | 하섬 물길이 열리던 날               |
| 53회  | 3월 14일  | 그곳에 지혜가 있어요                |
| 54회  | 3월 17일  | 늘 푸름에 대하여                    |
| 55회  | 3월 18일  | 마음을 씻고 책 향기에 취하고        |
| 56회  | 3월 19일  | 맷돌로 갈았나? - 돌개구멍           |
| 57회  | 3월 21일  | 달이 머무네                         |
| 58회  | 3월 24일  | 할아버지의 쉼터                     |
| 59회  | 3월 25일  | 성인 듯 산인 듯                     |
| 60회  | 3월 26일  | 철새를 만나러 가요                  |
| 61회  | 3월 28일  | 꽃을 부르는 정원                    |
| 62회  | 4월 4일   | 운조루에 꽃이 피면                  |
| 63회  | 4월 11일  | 별에서 꽃으로                       |
| 64회  | 4월 16일  | 한옥 - 성당이 되다                  |
| 65회  | 4월 18일  | 꽃망울의 봄날                       |
| 66회  | 4월 21일  | 저 푸른 보리 위에                   |
| 67회  | 4월 22일  | 나를 깨우네 - 매화 향기             |
| 68회  | 4월 23일  | 섬을 걸으면 건강해져요              |
| 69회  | 4월 25일  | 세상에서 제일 큰 부자               |
| 70회  | 4월 28일  | 절벽을 기둥 삼아                    |
| 71회  | 4월 29일  | 파랑 물빛 - 네모 주상절리           |
| 72회  | 4월 30일  | 비오는 산사 툇마루에서              |
| 73회  | 5월 5일   | 아들과 딸을 대학에 보낸 나무        |
| 74회  | 5월 6일   | 공룡 발자국을 찾아요                |
| 75회  | 5월 7일   | 백성들이 지킨 산성                  |
| 76회  | 5월 9일   | 노랗거나 파랗거나                   |
| 77회  | 5월 12일  | 금산에서 남해를 보면                |
| 78회  | 5월 13일  | 마음으로 보는 꽃                    |
| 79회  | 5월 14일  | 솔향기길에서 만난 여섬              |
| 80회  | 5월 16일  | 무늬를 그리네 - 야생 차밭           |
| 81회  | 5월 19일  | 마을에도 들에도 수선화              |
| 82회  | 5월 20일  | 바위 능선 따라 - 주작산             |
| 83회  | 5월 21일  | 꽃은 눈에 향기는 마음에             |
| 84회  | 5월 23일  | 비렁길에서 벼랑을 보면              |
| 85회  | 5월 26일  | 설레는 이 마음은 뭘까               |
| 86회  | 5월 27일  | 고택에 매실이 익어가네              |
| 87회  | 5월 28일  | 넉넉한 산에 살아요 - 키다리나무     |
| 88회  | 5월 30일  | 하늘길을 걸어요                     |
| 89회  | 6월 2일   | 휴식을 취해요 - 산소길에서          |
| 90회  | 6월 3일   | 꽃은 바람을 부른다                  |
| 91회  | 6월 4일   | 차가운 물이 좋아요                  |
| 92회  | 6월 6일   | 5월 - 숲새끼 키우는 소리            |
| 93회  | 6월 9일   | 꿈에서 노니는 듯                    |
| 94회  | 6월 10일  | 숲아 천 년을 가라                   |
| 95회  | 6월 11일  | 섬속의 섬                           |
| 96회  | 6월 13일  | 섬 하나가 열둘이 되네               |
| 97회  | 6월 16일  | 선물처럼 다가온 행복                |
| 98회  | 6월 17일  | 붕어섬을 아시나요?                  |
| 99회  | 6월 18일  | 신록이 계곡을 물들이면              |
| 100회 | 6월 20일  | 둘이라서 좋아요                     |
| 101회 | 6월 23일  | 하늘위에 피었네 - 철쭉              |
| 102회 | 6월 24일  | 몸과 마음을 건강하게                |
| 103회 | 6월 27일  | 오를 때까지 뛴다 - 열목어           |
| 104회 | 7월 2일   | 우레 치듯 천둥 소리                 |
| 105회 | 7월 3일   | 걱정은 물에 흘려보내고              |
| 106회 | 7월 4일   | 소나무 바위 물 그리고 금선정        |
| 107회 | 7월 8일   | 용소간 삼매경에 빠지다              |
| 108회 | 7월 9일   | 누가 바위 주름을 접었나?            |
| 109회 | 7월 10일  | 백령도 적승의 어머니                |
| 110회 | 7월 15일  | 물장구 치고 오리 쫒던               |
| 111회 | 7월 16일  | 갈매기야 고향 소식 물어오렴         |
| 112회 | 7월 17일  | 섬진강을 보면 시가 절로             |
| 113회 | 7월 18일  | 섬진강이 지은 시                    |
| 114회 | 7월 25일  | 매향리 농섬가는 길                  |
| 115회 | 7월 29일  | 신들의 고향에 서다                  |
| 116회 | 7월 31일  | 구불구불 옛길 사이로                |
| 117회 | 8월 1일   | 맑은 물이 좋아요                    |
| 118회 | 8월 7일   | 고택에 풍류를                       |
| 119회 | 8월 8일   | 바람이 지은 모래언덕에서            |
| 120회 | 8월 14일  | 당당했던 그 해 여름                 |
| 121회 | 8월 15일  | 반짝반짝 보석찾기                   |
| 122회 | 8월 19일  | 자연을 정원삼아                     |
| 123회 | 8월 21일  | 꿈결에 마주한 듯                    |
| 124회 | 8월 28일  | 긴 기다림 후 만난 떨림              |
| 125회 | 8월 29일  | 여름날에 만난 얼음 이야기           |
| 126회 | 9월 3일   | 궁에 사는 나무                      |
| 127회 | 9월 4일   | 궁에 사는 나무 남겨진 이야기        |
| 128회 | 9월 5일   | 천 년을 여기 이곳에                 |
| 129회 | 9월 9일   | 연꽃 필 무렵 여름 정원에서          |
| 130회 | 9월 10일  | 정원을 나눠 갖는 기쁨               |
| 131회 | 9월 11일  | 꿈이 영그는 마당                    |
| 132회 | 9월 12일  | 다시 봄을 꿈꾸며                    |
| 133회 | 9월 16일  | 산과 물 - 그들과 벗하다             |
| 134회 | 9월 17일  | 오래된 집에 비가 내리면             |
| 135회 | 9월 18일  | 우리 동네 은행나무를 소개합니다     |
| 136회 | 9월 19일  | 느티나무가 선 풍경                  |
| 137회 | 9월 25일  | 수행사의 숲 - 월정사                |
| 138회 | 9월 26일  | 깨달음의 숲 - 송계사                |
| 139회 | 9월 30일  | 조무락골 소리 풍경                  |
| 140회 | 10월 1일  | 빌딩숲속 나무 한 그루               |
| 141회 | 10월 2일  | 우리가 미처 알지 못 한              |
| 142회 | 10월 3일  | 나비 따라 나선 아이는 화가가 되고   |
| 143회 | 10월 7일  | 시간이 멈춘 기찻길에 서서           |
| 144회 | 10월 8일  | 큰 나무 아래 오래된 약방            |
| 145회 | 10월 9일  | 독립군 나무를 아시나요?             |
| 146회 | 10월 10일 | 철새가 바람을 타고 날아들면         |
| 147회 | 10월 14일 | 들여다 보면 더 가까이 보면          |
| 148회 | 10월 15일 | 꼬박꼬박 세금을 내는 나무           |
| 149회 | 10월 16일 | 정원이 내게 들려주는 노래           |
| 150회 | 10월 17일 | 자연을 부르는 정원                  |
| 151회 | 10월 21일 | 천 년의 강이 흐르는 언덕에서        |
| 152회 | 10월 23일 | 숲이 빚어낸 차                      |
| 153회 | 10월 24일 | 단풍을 기다리며                     |
| 154회 | 10월 28일 | 옛담장 위 가을이 익어가네           |
| 155회 | 10월 29일 | 설렘 - 나의 첫 가을인가?            |
| 156회 | 10월 30일 | 천 년의 가을과 만나다               |
| 157회 | 10월 31일 | 백두대간이 물들어가다               |
| 158회 | 11월 5일  | 추억의 정차하는 간이역              |
| 159회 | 11월 6일  | 색동옷을 입다 - 대원사계곡          |
| 160회 | 11월 7일  | 구름 위에 억새가 휘날리면           |
| 161회 | 11월 13일 | 가을 산 - 꽃을 입다                 |
| 162회 | 11월 14일 | 감악산과 황방리 느티나무            |
| 163회 | 11월 18일 | 가을 - 왕의 숲길을 걷다             |
| 164회 | 11월 19일 | 우리 학교에는 무슨 보물이 있을까요? |
| 165회 | 11월 20일 | 붉은 시간이 켜켜기 쌓여             |
| 166회 | 11월 21일 | 세상 단 하나의 색                   |
| 167회 | 11월 25일 | 삼천이백 개의 계절을 품은 나무      |
| 168회 | 11월 26일 | 신이 거니는 가을숲에서              |
| 169회 | 11월 27일 | 반딧불이와 춤을                     |
| 170회 | 11월 28일 | 여기는 설악산 꽃자리                |
| 171회 | 12월 2일  | 푸른 길 - 파도의 시간을 걷다        |
| 172회 | 12월 3일  | 오르다 - 나를 찾아서                |
| 173회 | 12월 4일  | 바람타고 쇠등타고                   |
| 174회 | 12월 5일  | 물빛으로 그린 가을                  |
| 175회 | 12월 9일  | 시간이 멈춘 옛집                    |
| 176회 | 12월 10일 | 나그네 물길따라                     |
| 177회 | 12월 11일 | 인생 정원                           |
| 178회 | 12월 12일 | 가을비를 그리며                     |
| 179회 | 12월 16일 | 신선이 머물고 싶은 곳 - 선유도      |
| 180회 | 12월 17일 | 자연을 닮다 - 보성 옹기             |
| 181회 | 12월 18일 | 천불 천탑에 새긴 뜻은?              |
| 182회 | 12월 19일 | 너와 함께라면                       |
| 183회 | 12월 23일 | 파도와 바람이 남긴 것들             |
| 184회 | 12월 24일 | 바람이 내게 오다                    |
| 185회 | 12월 25일 | 나그네 새가 머무는 그 섬에서        |
| 186회 | 12월 26일 | 락과 합이 있도다                    |
| 187회 | 12월 30일 | 들리나요 - 얼음 아래 숨소리         |
| 188회 | 12월 31일 | 위로의 숲                           |

#### 2021년
| 회차  | 방송일    | 부제                                               |
| ----- | --------- | -------------------------------------------------- |
| 189회 | 1월 1일   | 아 한라산 영실계곡                                 |
| 190회 | 1월 2일   | 마에스트로 정명훈 희망을 연주하다                  |
| 191회 | 1월 6일   | 함께 봐요 목성, 토성 랑데부                        |
| 192회 | 1월 7일   | 화산 박물관 제주 송악산                            |
| 193회 | 1월 8일   | 제주인의 지혜 - 제주 밭담                          |
| 194회 | 1월 9일   | 나 그 고요함으로                                   |
| 195회 | 1월 13일  | 깊고 푸른 아틀리에                                 |
| 196회 | 1월 14일  | 오름의 여왕 제주 따라비오름                        |
| 197회 | 1월 15일  | 섬마을에 첫눈이 왔어요                             |
| 198회 | 1월 16일  | 신기루 섬의 선물                                   |
| 199회 | 1월 20일  | 붓끝이 생명을 스칠 때                              |
| 200회 | 1월 21일  | 마에스트로 정명훈 자연을 연주하다                  |
| 201회 | 1월 22일  | 마에스트로 정명훈 꿈을 연주하다                    |
| 202회 | 1월 23일  | 마에스트로 정명훈 사랑을 연주하다                  |
| 203회 | 1월 27일  | 큰고니 가족과 함께라면                             |
| 204회 | 1월 29일  | 양떼 몰러 나간다                                   |
| 205회 | 1월 30일  | 하늘에 눈꽃이 피면                                 |
| 206회 | 2월 2일   | 꿈을 안고 왔단다 무안 도리포                       |
| 207회 | 2월 3일   | 채석강에 해가 지네                                 |
| 208회 | 2월 6일   | 작은 존재가 돼 새를 본다면                         |
| 209회 | 2월 8일   | 아름다움은 적을 이기느니                           |
| 210회 | 2월 9일   | 대숲에 이는 바람처럼                               |
| 211회 | 2월 13일  | 너에게 주는 선물                                   |
| 212회 | 2월 18일  | 법문에 이르는 길                                   |
| 213회 | 2월 19일  | 황태가 익어가는 길목에서                           |
| 214회 | 2월 20일  | 천 년의 별 아래에서                                |
| 215회 | 2월 24일  | 겨울과 봄이 만나는 강물 따라                       |
| 216회 | 2월 25일  | 얼음꽃 피어나는 계곡에서                           |
| 217회 | 2월 26일  | 꽃과 기타                                          |
| 218회 | 2월 27일  | 꽃과 기타                                          |
| 219회 | 3월 3일   | 성산일출봉의 열두 가지 얼굴                        |
| 220회 | 3월 4일   | 시간이 멈추는 곳                                   |
| 221회 | 3월 5일   | 매화꽃이 피었습니다 서귀포 걸매생태공원            |
| 222회 | 3월 6일   | 나도 오늘은 예술가 작가의 산책길 서귀포            |
| 223회 | 3월 10일  | 에스더 유 - 다시 봄으로                            |
| 224회 | 3월 11일  | 에스더 유 - 사랑의 울림                            |
| 225회 | 3월 12일  | 에스더 유 - 바흐와 대면하다                        |
| 226회 | 3월 13일  | 에스더 유 자유로운 영혼을 위해                     |
| 227회 | 3월 17일  | 해 뜨고 해 지는 마을                               |
| 228회 | 3월 18일  | 붉은 숲에서 하루                                   |
| 229회 | 3월 19일  | 물고기가 글씨를 읽는다면                           |
| 230회 | 3월 20일  | 을숙도 별과 함께 날아볼까요                        |
| 231회 | 3월 24일  | 나에게 숨터란                                      |
| 232회 | 3월 25일  | 칼의 노래                                          |
| 233회 | 3월 26일  | 각시들 나물 캐던 날                                |
| 234회 | 3월 27일  | 너와 함께 한 모든 순간                             |
| 235회 | 3월 31일  | 을숙도 야생 ASMR                                   |
| 236회 | 4월 1일   | 내 마음의 봄                                       |
| 237회 | 4월 2일   | 고향에 봄이 오면                                   |
| 238회 | 4월 3일   | 편백나무숲에서 느껴봐요                            |
| 239회 | 4월 7일   | 예술이 자연을 만나면                               |
| 240회 | 4월 8일   | 해를 품은 꽃                                       |
| 241회 | 4월 9일   | 바다를 꿈꾸다 - 보리암                             |
| 242회 | 4월 10일  | 행복의 꽃이 피었습니다                             |
| 243회 | 4월 14일  | 봄의 맛                                            |
| 244회 | 4월 15일  | 꽃반지 끼고                                        |
| 245회 | 4월 16일  | 영취산에 진달래가 피면                             |
| 246회 | 4월 17일  | 바람이 부는 언덕에서                               |
| 247회 | 4월 21일  | 고택의 정원(1) 장흥 죽헌고택                       |
| 248회 | 4월 22일  | 고택의 정원(2) 영광 매간당 고택                    |
| 249회 | 4월 23일  | 고택의 정원(3) 정읍 김명관 고택                    |
| 250회 | 4월 24일  | 고택의 정원(4) 남원 몽심재 고택                    |
| 251회 | 4월 28일  | 박규희의 하모니(1) 천국의 눈물                     |
| 252회 | 4월 29일  | 박규희의 하모니(2) 트레몰로가 울리는 순간          |
| 253회 | 4월 30일  | 박규희의 하모니(3) 파도의 속삭임                   |
| 254회 | 5월 1일   | 박규희의 하모니(4) 꽃과 함께 춤을                  |
| 255회 | 5월 6일   | 100년 전 프러포즈                                  |
| 256회 | 5월 7일   | 봄과 생명(1) 꽃이 진 뒤 피는 봄                    |
| 257회 | 5월 8일   | 봄과 생명(2) 숨터가 된 숲                          |
| 258회 | 5월 12일  | 봄이 가고 난 후                                    |
| 259회 | 5월 13일  | 차밭 봄 하루                                       |
| 260회 | 5월 14일  | 제행무상(諸行無常) 모든 것은 변하노니              |
| 261회 | 5월 15일  | 봄 - 산                                            |
| 262회 | 5월 19일  | 자비의 숨결 - 도리사                               |
| 263회 | 5월 20일  | 276번째로 마주한 천왕봉                            |
| 264회 | 5월 21일  | 생명이 찾아오는 계곡                               |
| 265회 | 5월 22일  | 대숲에 울리는 소리                                 |
| 266회 | 5월 26일  | 고택의 정원(5) 문경 장수 황씨종택                  |
| 267회 | 5월 27일  | 고택의 정원(6) 상주 우복 정경세 종택               |
| 268회 | 5월 28일  | 고택의 정원(7) 경주 최 부자집                      |
| 269회 | 5월 29일  | 고택의 정원(8) 밀양 청운리 안 씨고가               |
| 270회 | 6월 2일   | 한국의 암자(1) - 길상암 도(道) - 수행의 길         |
| 271회 | 6월 3일   | 한국의 암자(2) - 청련암 멸(滅) - 깨달음의 세상     |
| 272회 | 6월 4일   | 한국의 암자(3) - 백련암 집(集) - 번뇌가 몰아칠 때  |
| 273회 | 6월 5일   | 한국의 암자(4) - 영산암 고(高) - 괴로움을 마주하고 |
| 274회 | 6월 9일   | 나무 이야기(1) 안동 용계리 은행나무                |
| 275회 | 6월 10일  | 나무 이야기(2) 고성 팽나무                         |
| 276회 | 6월 11일  | 나무 이야기(3) 남원 부절리 소나무숲                |
| 277회 | 6월 12일  | 나무 이야기(4) 예천 금남리 황목근                  |
| 278회 | 6월 16일  | 한국의 암자(5) 내 마음을 깨트려                    |
| 279회 | 6월 17일  | 한국의 암자(6) 코끼리처럼                          |
| 280회 | 6월 18일  | 한국의 암자(7) 마음의 눈으로 세상을 보다           |
| 281회 | 6월 19일  | 나무 이야기(5) 영풍 태장리 느티나무                |
| 282회 | 6월 22일  | 나무 이야기(6) 청송 장전리 향나무                  |
| 283회 | 6월 24일  | 나무 이야기(7) 의령 세간리 은행나무                |
| 284회 | 6월 25일  | 나무 이야기(8) 장성 단전리 느티나무                |
| 285회 | 6월 26일  | 여름과 첼로(1) 호반의 세레나데                     |
| 286회 | 6월 30일  | 여름과 첼로(2) 선율은 계곡을 흐르고                |
| 287회 | 7월 1일   | 여름과 첼로(3) 하얀 숲에서                         |
| 288회 | 7월 2일   | 여름과 첼로(4) 파도를 타고                         |
| 289회 | 7월 3일   | 여름과 계곡(1) 월악산 만수계곡                     |
| 290회 | 7월 7일   | 여름과 계곡(2) 괴산 화양구곡                       |
| 291회 | 7월 8일   | 여름과 계곡(3) 주왕산 주방계곡                     |
| 292회 | 7월 9일   | 여름과 계곡(4) 두타산 무릉계곡                     |
| 293회 | 7월 10일  | 수원청개구리를 찾아서 화성 습지                    |
| 294회 | 7월 14일  | 폭포의 계곡 내연산 12폭포                          |
| 295회 | 7월 15일  | 청량산의 속살을 품고 청량산성                      |
| 296회 | 7월 16일  | 두물머리 위에 앉아서 운길산 수종사                 |
| 297회 | 7월 17일  | 물의 왕국을 걷다 응봉산 덕풍계곡                   |
| 298회 | 7월 20일  | 여름 계곡(5) 덕유산국립공원 칠연계곡               |
| 299회 | 7월 21일  | 여름 계곡(6) 내장산국립공원 금선계곡               |
| 300회 | 7월 22일  | 신들의 땅에 오르다 무등산 서석대                   |
| 301회 | 8월 11일  | 신들의 땅에 오르다 무등산 입석대                   |
| 302회 | 8월 12일  | 야생화를 보러 가요                                 |
| 303회 | 8월 13일  | 8·15 광복 시리즈(1) 희생                           |
| 304회 | 8월 14일  | 8·15 광복 시리즈(2) 열정                           |
| 305회 | 8월 18일  | 8·15 광복 시리즈(3) 소망                           |
| 306회 | 8월 19일  | 하늘을 찌르는 산                                   |
| 307회 | 8월 20일  | 구름 속 꽃의 낙원                                  |
| 308회 | 8월 21일  | 은둔의 원시 계곡                                   |
| 309회 | 8월 25일  | 섬 기행(1) - 신안 도초도                           |
| 310회 | 8월 26일  | 섬 기행(2) - 신안 비금도                           |
| 311회 | 8월 27일  | 섬 기행(3) - 신안 자은도                           |
| 312회 | 8월 28일  | 섬 기행(4) - 보라섬                                |
| 313회 | 9월 1일   | 한반도의 또 다른 역사(1) 포천 비둘기낭 폭포        |
| 314회 | 9월 2일   | 한반도의 또 다른 역사(2) 연천 재인폭포             |
| 315회 | 9월 3일   | 한반도의 또 다른 역사(3) 포천 교동가마소           |
| 316회 | 9월 4일   | 한반도의 또 다른 역사(4) 한탄강 지질공원           |
| 317회 | 9월 8일   | 역사와 더불어 걷다                                 |
| 318회 | 9월 9일   | 깨달음의 세계로 가는 배                            |
| 319회 | 9월 10일  | 한국의 명산(1) 산을 오르는 이유                    |
| 320회 | 9월 11일  | 한국의 명산(2) 경기의 소금강                       |
| 321회 | 9월 15일  | 오늘은 시간을 걷는다(1) 견훤산성                   |
| 322회 | 9월 16일  | 오늘은 시간을 걷는다(2) 무섬마을                   |
| 323회 | 9월 17일  | 오늘은 시간을 걷는다(3) 벽골제                     |
| 324회 | 9월 18일  | 오늘은 시간을 걷는다(4) 공산성                     |
| 325회 | 9월 21일  | 동굴의 왕                                          |
| 326회 | 9월 22일  | 가장 높은 곳에서 땅속으로                          |
| 327회 | 9월 23일  | 자연의 사찰                                        |
| 328회 | 9월 25일  | 한국의 명산(3) 남이 장군산                         |
| 329회 | 9월 29일  | 새소리, 물소리 그리고 자연의 소리                  |
| 330회 | 9월 30일  | 고향에 온 느낌 상도문 돌담마을                     |
| 331회 | 10월 1일  | 돌탑에 깃든 뜻은?                                  |
| 332회 | 10월 2일  | 안반데기 함 가보드래요                             |
| 333회 | 10월 6일  | 녹차와 부부                                        |
| 334회 | 10월 7일  | 한국의 명산(4) 천하제일승지                        |
| 335회 | 10월 8일  | 아름다운 산성                                      |
| 336회 | 10월 9일  | 한국의 명산(5) 바람과 햇살의 산                    |
| 337회 | 10월 13일 | 보령수영성에 함 올라볼꺼?                          |
| 338회 | 10월 14일 | 천년의 비밀 - 진천 농다리                          |
| 339회 | 10월 15일 | 내 추억 속의 고향 단성 벽화마을                    |
| 340회 | 10월 16일 | 이곳은 최후의 보루 상당산성                        |
| 341회 | 10월 20일 | 한국의 명산(6) 청양을 휘감고 서다                  |
| 342회 | 10월 21일 | 구름 속에서 만나는 도량                            |
| 343회 | 10월 22일 | 힐링의 정원을 찾아서                               |
| 344회 | 10월 23일 | 철새의 고향 - 화성 습지                            |
| 345회 | 10월 27일 | 한국의 명산(7) 바위들의 정원                       |
| 346회 | 10월 28일 | 한국 정원의 멋(1) 선몽대 원림                      |
| 347회 | 10월 29일 | 한국 정원의 멋(2) 소쇄원 원림                      |
| 348회 | 10월 30일 | 청초해라 - 동강 물매화                             |
| 349회 | 11월 3일  | 한국 정원의 멋(3) 초간정 원림                      |
| 350회 | 11월 4일  | 한국 정원의 멋(4) 식영정 원림                      |
| 351회 | 11월 5일  | 거문도 기행                                        |
| 352회 | 11월 6일  | 거문도 기행                                        |
| 353회 | 11월 10일 | 가을에 만나는 천년 고찰                            |
| 354회 | 11월 11일 | 보물의 절                                          |
| 355회 | 11월 12일 | 한국의 명산(8) 하얀빛 억새의 산                    |
| 356회 | 11월 13일 | 가을(1) - 설악산                                   |
| 357회 | 11월 17일 | 가을(2) - 오대산                                   |
| 358회 | 11월 18일 | 가을(3) - 치악산                                   |
| 359회 | 11월 19일 | 가을(4) - 방태산                                   |
| 360회 | 11월 20일 | 불타는 호남의 금강                                 |
| 361회 | 11월 24일 | 굳세어라 정선 바위솔                               |
| 362회 | 11월 25일 | 백두대간의 순둥이 길                               |
| 363회 | 11월 26일 | 은빛 유혹                                          |
| 364회 | 12월 1일  | 가을이라는 시간 속으로(1) 장태산 자연휴양림        |
| 365회 | 12월 2일  | 가을이라는 시간 속으로(2) 밀양 사자평 억새군락지   |
| 366회 | 12월 3일  | 가을이라는 시간 속으로(3) 화순 남산공원            |
| 367회 | 12월 4일  | 가을이라는 시간 속으로(4) 순천만 습지              |
| 368회 | 12월 8일  | 가을에 물든 마음                                   |
| 369회 | 12월 9일  | 미디어 파사드(1) 무등산 지질여행                   |
| 370회 | 12월 10일 | 미디어 파사드(2) 춘천에서 만난 제주 수성화산       |
| 371회 | 12월 11일 | 미디어 파사드(3) 대청·소청 지질여행                |
| 372회 | 12월 15일 | 늦가을 - 내소사                                    |
| 373회 | 12월 16일 | 경주에서 만난 조선                                 |
| 374회 | 12월 17일 | 토지의 무대를 가다                                 |
| 375회 | 12월 18일 | 바위와 단풍을 품고                                 |
| 376회 | 12월 22일 | 성흥산성에 사랑이 있습니다                         |
| 377회 | 12월 23일 | 우리 마을에 가을이 왔습니다 고창읍성               |
| 378회 | 12월 24일 | 도봉 옛길                                          |
| 379회 | 12월 25일 | 우리의 크리스마스                                  |
| 380회 | 12월 29일 | VR 한반도 자연유산(1) 광릉숲 참매                  |
| 381회 | 12월 30일 | VR 한반도 자연유산(2) 저어새가 첫 비행하던 날      |
| 385회 | 12월 31일 | VR 한반도 자연유산(3) 절벽이 집이라네              |

#### 2022년
| 회차  | 방송일   | 부제                                         |
| ----- | -------- | -------------------------------------------- |
| 386회 | 1월 1일  | 너로 인하여                                  |
| 387회 | 1월 5일  | 겨울길을 걷다                                |
| 388회 | 1월 6일  | 꿈에서 본 동양화 수주팔봉                    |
| 389회 | 1월 7일  | 과거, 현재, 미래가 있습니다 - 해미읍성       |
| 390회 | 1월 8일  | 조선 500년의 상징 경기전                     |
| 391회 | 1월 12일 | 신비의 섬 - 장자도                           |
| 392회 | 1월 13일 | 덕이 겹친 큰 산                              |
| 393회 | 1월 14일 | 고요한 마음의 바다                           |
| 394회 | 1월 15일 | 원시의 시간을 벗 삼아                        |
| 395회 | 1월 19일 | 바람을 타고 언덕 너머로                      |
| 396회 | 1월 20일 | 산성에는 역사가 있다 금성산성                |
| 397회 | 1월 21일 | 천천히 걷자 시간을 거슬러서 - 운주산성       |
| 398회 | 1월 22일 | 무등산에 꽃이 피었습니다                     |
| 399회 | 1월 26일 | 시간을 견뎌낸 철옹성 삼년산성                |
| 400회 | 1월 27일 | 한려수도를 품고 서다                         |
| 401회 | 1월 28일 | 평온의 바다                                  |
| 402회 | 1월 29일 | 수묵화를 만나는 산                           |
| 403회 | 2월 2일  | 천천히 걸어볼까요                            |
| 404회 | 2월 3일  | 한탄강을 걸으며 철원 고석정                  |
| 405회 | 2월 4일  | 겨울 산기행 - 소백산                         |
| 406회 | 2월 5일  | 황태가 익어가는 계절                         |
| 407회 | 2월 9일  | 겨울 왕국 - 청송 얼음골                      |
| 408회 | 2월 10일 | 친구와 함께 올라요                           |
| 409회 | 2월 11일 | 고즈넉한 산사 기행                           |
| 410회 | 2월 12일 | 암자들을 품고 나지막이 서다                  |
| 411회 | 2월 16일 | 봄 여름 가을 지나 겨울에 걷다                |
| 412회 | 2월 17일 | 공원이 된 섬 시흥 옥구공원                   |
| 413회 | 2월 18일 | 대부도 해솔길 경기 안산                      |
| 414회 | 2월 19일 | 평화와 생명 매향리평화생태공원               |
| 415회 | 2월 23일 | 신비의 바닷길 제부도                         |
| 416회 | 2월 24일 | 우리가 겨울산에 오르는 이유 - 태백산         |
| 417회 | 2월 25일 | 산성 기행 칠곡 가산산성                      |
| 418회 | 2월 26일 | 천 개의 탑에 담긴 뜻은 합천 천불천탑         |
| 419회 | 3월 2일  | 새들의 고향 강진만생태공원                   |
| 420회 | 3월 3일  | 새롭게 태어나는 어촌마을 - 삼척 나릿골       |
| 421회 | 3월 4일  | 이사부의 기개를 느끼다 삼척 이사부길         |
| 422회 | 3월 8일  | 산성 기행 - 위봉산성                         |
| 423회 | 3월 10일 | 의령 지킴이 정암루 솥바위                    |
| 424회 | 3월 11일 | 마한의 핫플레이스 정북동토성                 |
| 425회 | 3월 12일 | 벽화 바다 그리고 동피랑                      |
| 426회 | 3월 16일 | 김포 평화누리길                              |
| 427회 | 3월 17일 | 반구정에서 임진각까지                        |
| 428회 | 3월 18일 | 파주에서 율곡을 만나다                       |
| 429회 | 3월 19일 | 임진강을 거닐다                              |
| 430회 | 3월 23일 | 문장대에 오르면 - 속리산                     |
| 431회 | 3월 24일 | 마을의 품격 - 남사예담촌                     |
| 432회 | 3월 25일 | 용마루길을 걸으며                            |
| 433회 | 3월 26일 | 바람의 언덕                                  |
| 434회 | 3월 30일 | 운길산의 봄                                  |
| 435회 | 3월 31일 | 봄이 되면 숲으로 가세요                      |
| 436회 | 4월 1일  | 천마산에 봄이 오면                           |
| 437회 | 4월 2일  | 숲이 치유해줄게요                            |
| 438회 | 4월 6일  | 한 번은 올라봅서 다랑쉬오름                  |
| 439회 | 4월 7일  | 제주 올레 6길 한 번 걸어봅서                 |
| 440회 | 4월 8일  | 제주 지킴이 - 청수 곶자왈                    |
| 441회 | 4월 9일  | 지구의 지붕 - 제주 수월봉                    |
| 442회 | 4월 13일 | 삶이 녹아 있는 바닷가 마을길 동해 논골담길   |
| 443회 | 4월 14일 | 철책을 걷고 만나는 해안 절경 동해 감성바닷길 |
| 444회 | 4월 15일 | 신선이 노닐다 - 선유구곡                     |
| 445회 | 4월 16일 | 국토의 단전 - 문경 단산                      |